# Biserica reformată din Gornești

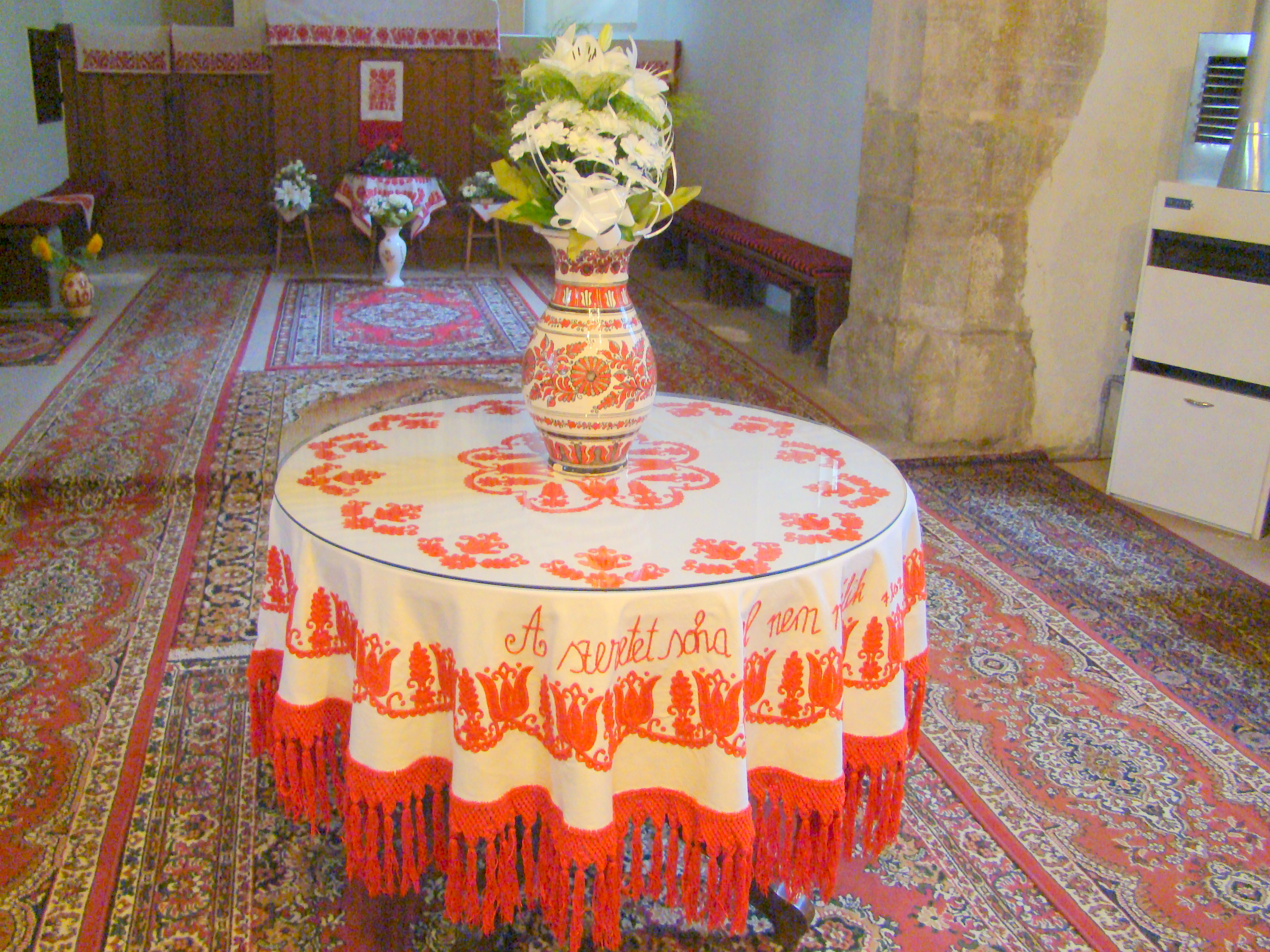
Masa Domnului

Biserica reformată din Gornești este un monument istoric aflat pe teritoriul satului Gornești, comuna Gornești. În Repertoriul Arheologic Național, monumentul apare cu codul 117186.08.

## Localitatea
Gornești, mai demult Ghernesig, (în maghiară Gernyeszeg, în dialectul săsesc Kärzign, în germană Kertzing) este satul de reședință al comunei cu același nume din județul Mureș, Transilvania, România. Prima menționare documentară a satului Gornești este din anul 1319.

## Biserica
A fost construită înainte de Reformă, în secolul XV. Altarul său intact poartă caracterul distinctiv al stilului gotic  transilvănean. Deasupra intrării principale se află stema fostei familii nobiliare transilvănene Somkereki.  Până în 1638 a fost biserică romano-catolică, an în care reformații au primit biserica pe baza principiului majorității.
Biserica a fost renovată de mai multe ori: 1796, 1868, 1910-1913, 1996-1997. Cea mai importantă dintre acestea este reparația făcută între 1910 și 1913, când nava a fost reconstruită (s-a păstrat ancadramentul de la ușa gotică a intrării și ramele ferestrelor gotice), biserica primind înfățișarea sa actuală.
Turnul bisericii a fost construit între 1795-1797 de către József Teleki și soția sa Johanna Roth. Vechiul clopot este turnat în anul 1456.
Școala reformată din curtea bisericii datează probabil din secolul al XVII-lea. Pe fațada clădirii se afla inscripția „néppel a népért" („Cu oamenii pentru popor”) scrisă de Domokos Teleki.
Pastorii care au slujit în biserica reformată din Gornești: Huszti Mátéfi Péter (1569-?), Vásárhelyi György (1689), Ercsei Zsigmond (1696), Gidófalvi Péter (1706), Dési Ferenc (1707–1716), Unyami[?] István (1718), Zabolai F. László (1728), Zágoni Ferenc József (1730–1731), Vajna Miklós (?-1736), Madocsa Pál (1736-1741), Zabolai F. László (1742-1753), Kibédi Péterfi Márton (1754-1783), Sófalvi János (1785-1807), Tolvally Zsigmond (1808-1820), Zabolai Kiss Sámuel (1821-1828), Szentkirályi János (1829-1864), Elekes Kálmán (1866-1886), Zabolai Csekme Ferenc(1887-1932), Nemes Árpád (1933-1945), Pálffy Károly (1945-1973), Domján László (1974-1979), Rákossy Károly (1979-1992), Szabó András (1992-1997), Fehér Dániel (1997-2004), Veress Róbert Gyula (2004-).

## Imagini din exterior

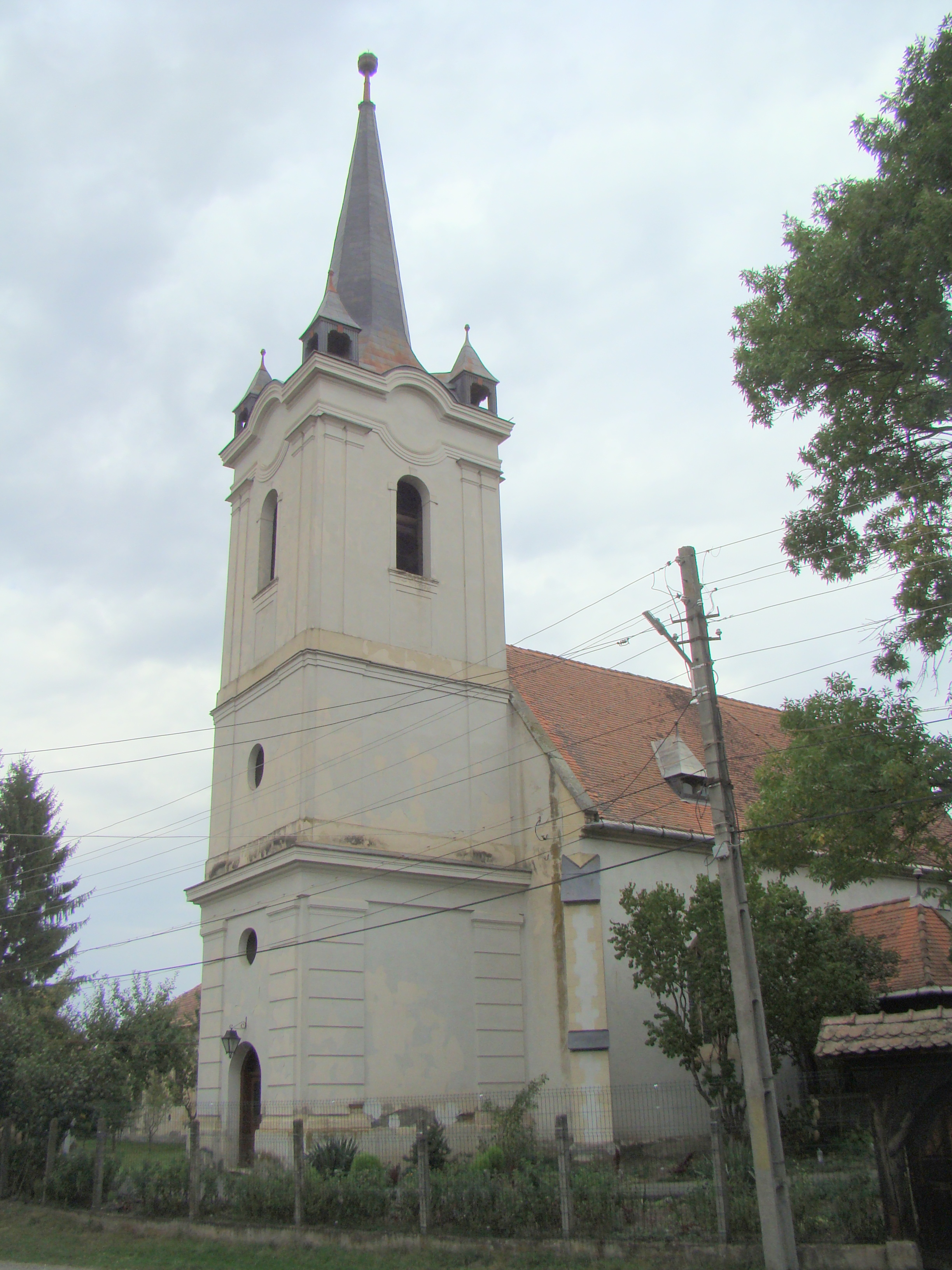
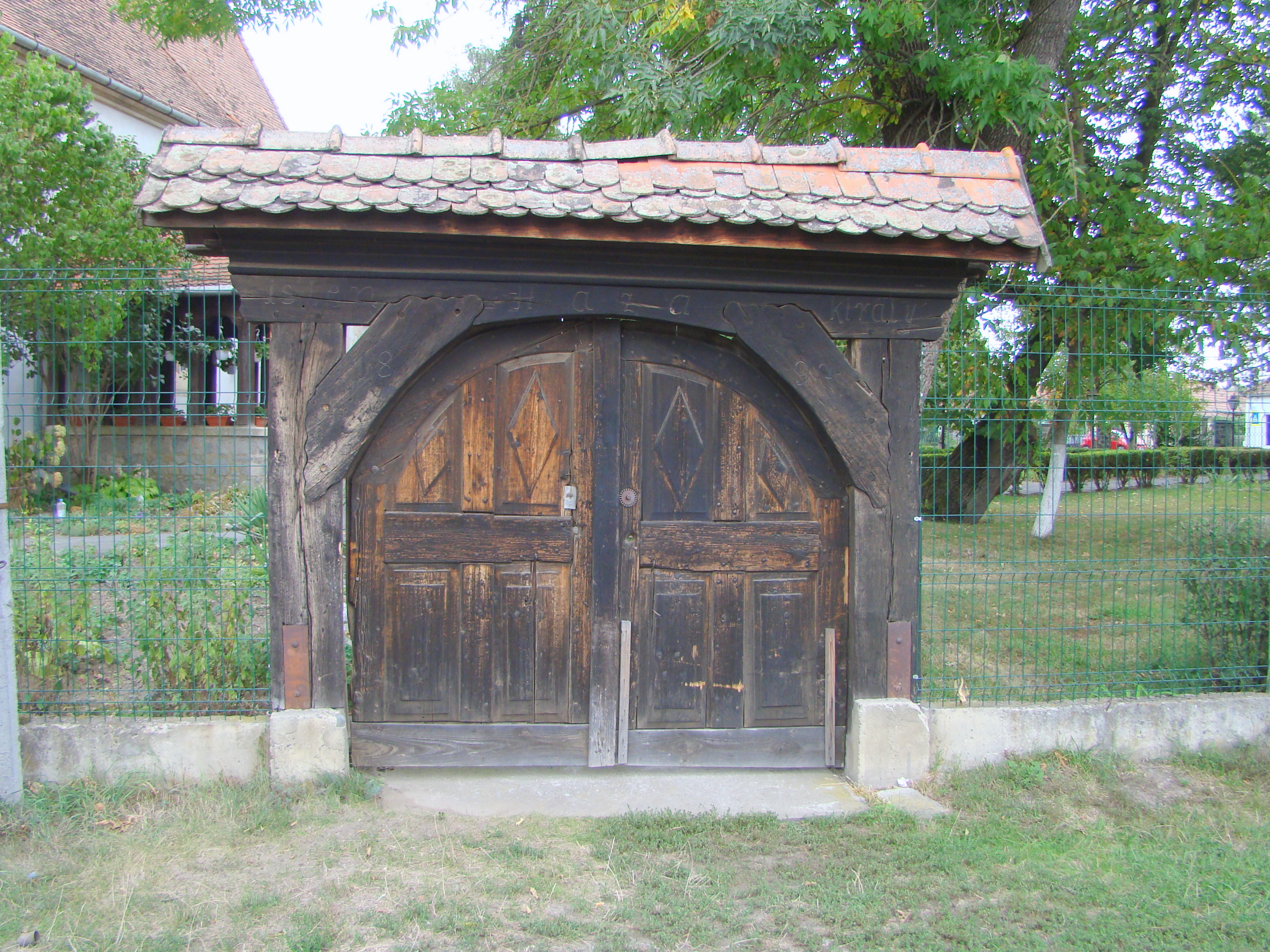
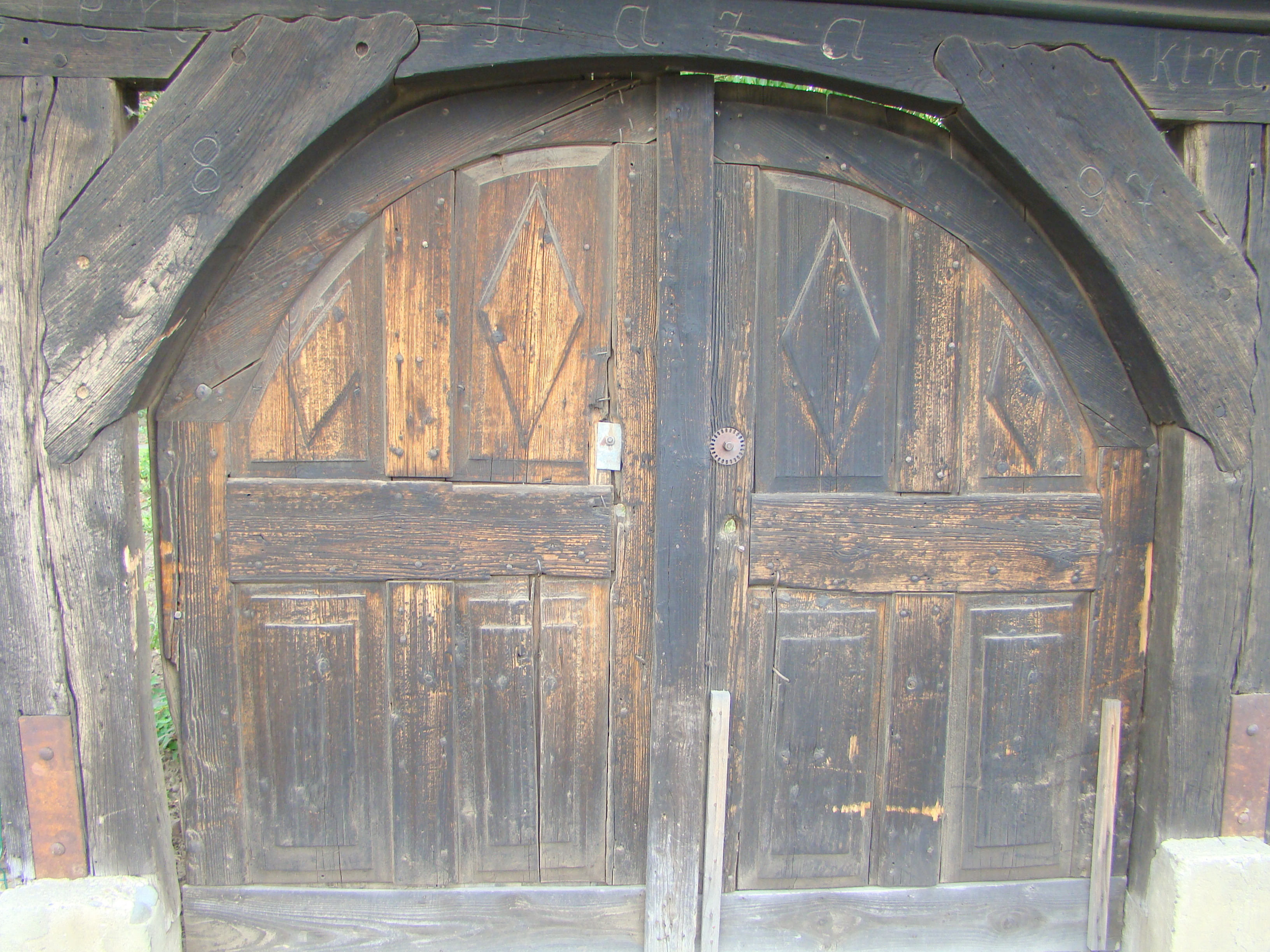
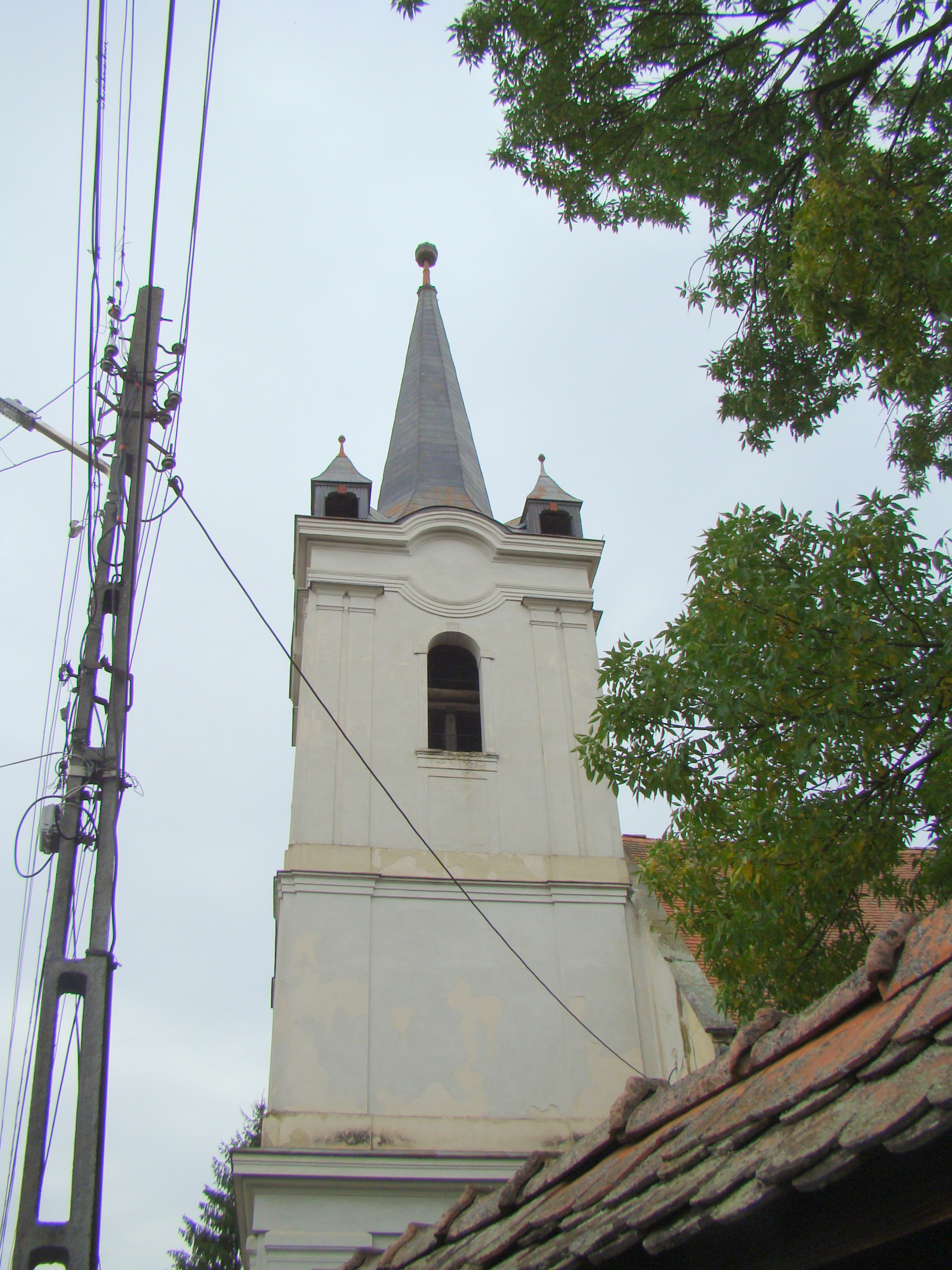
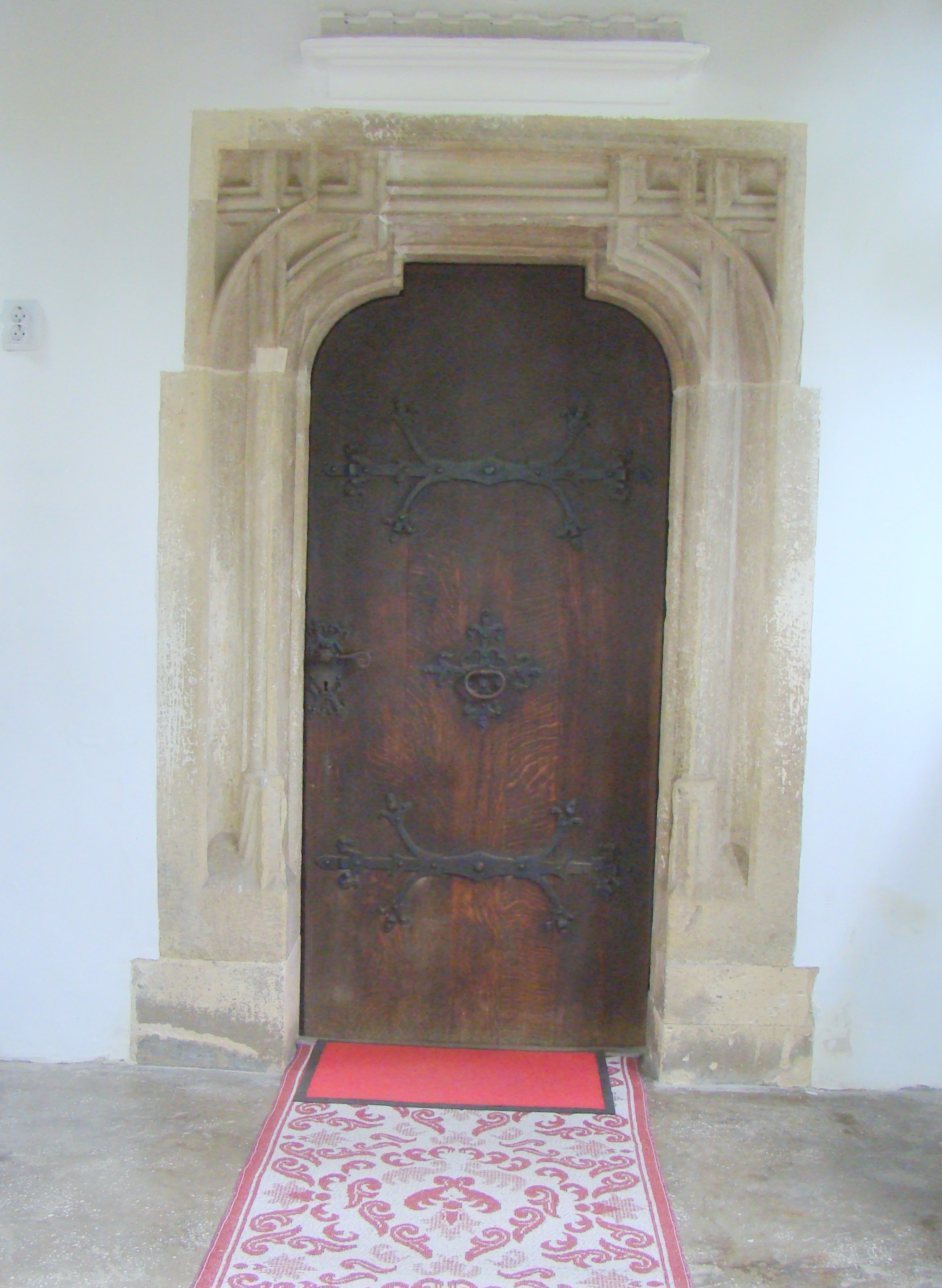
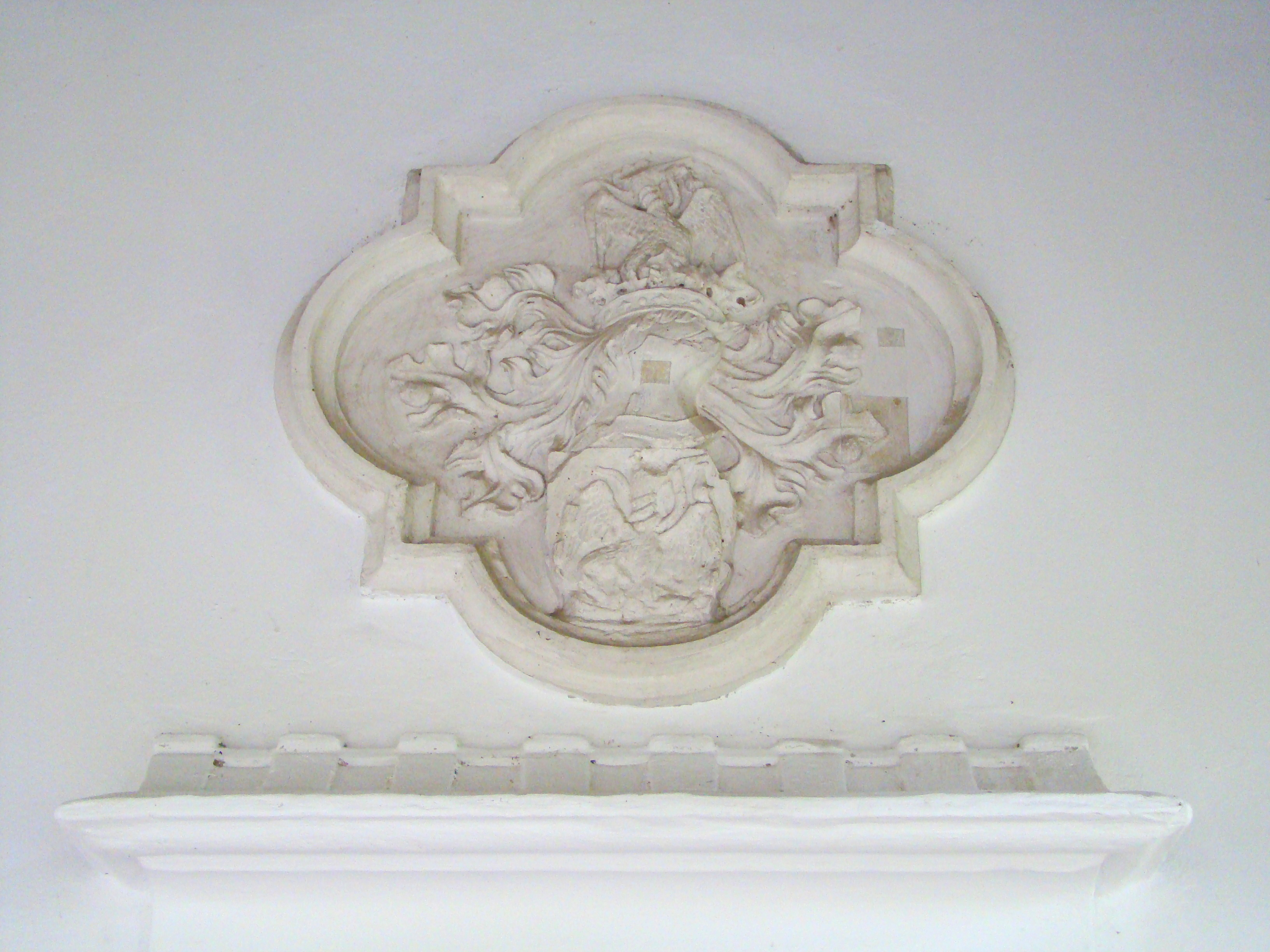
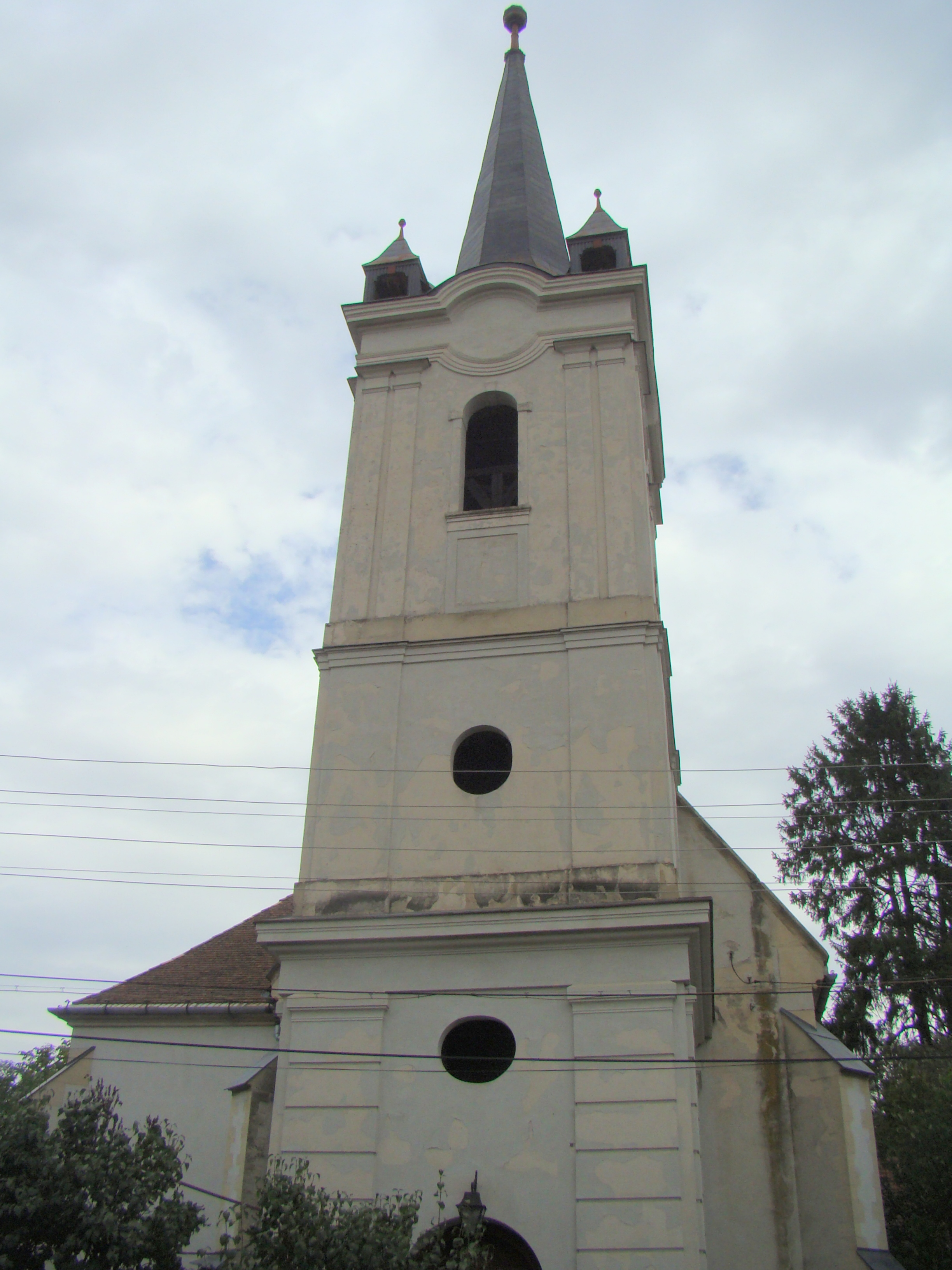
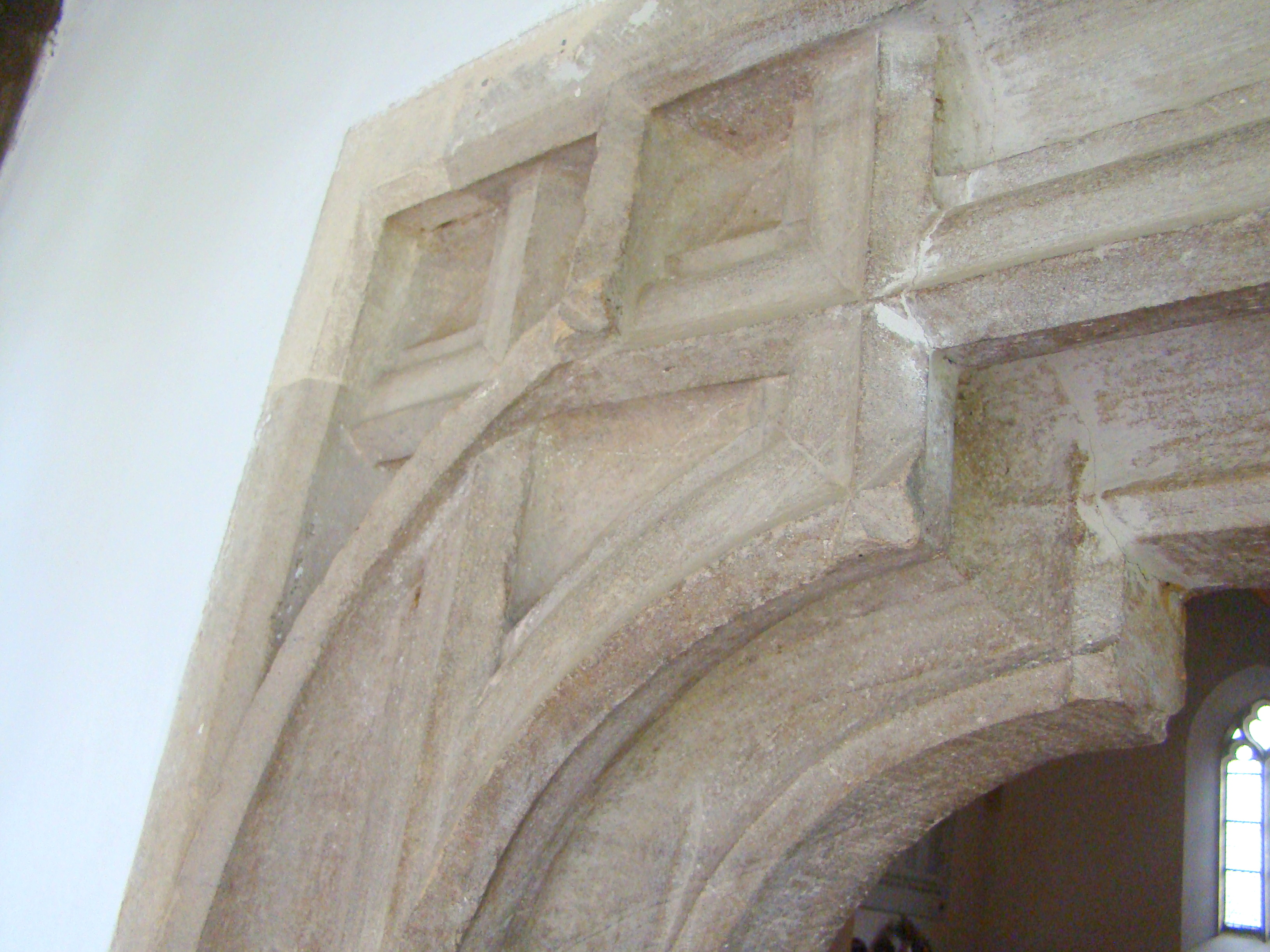
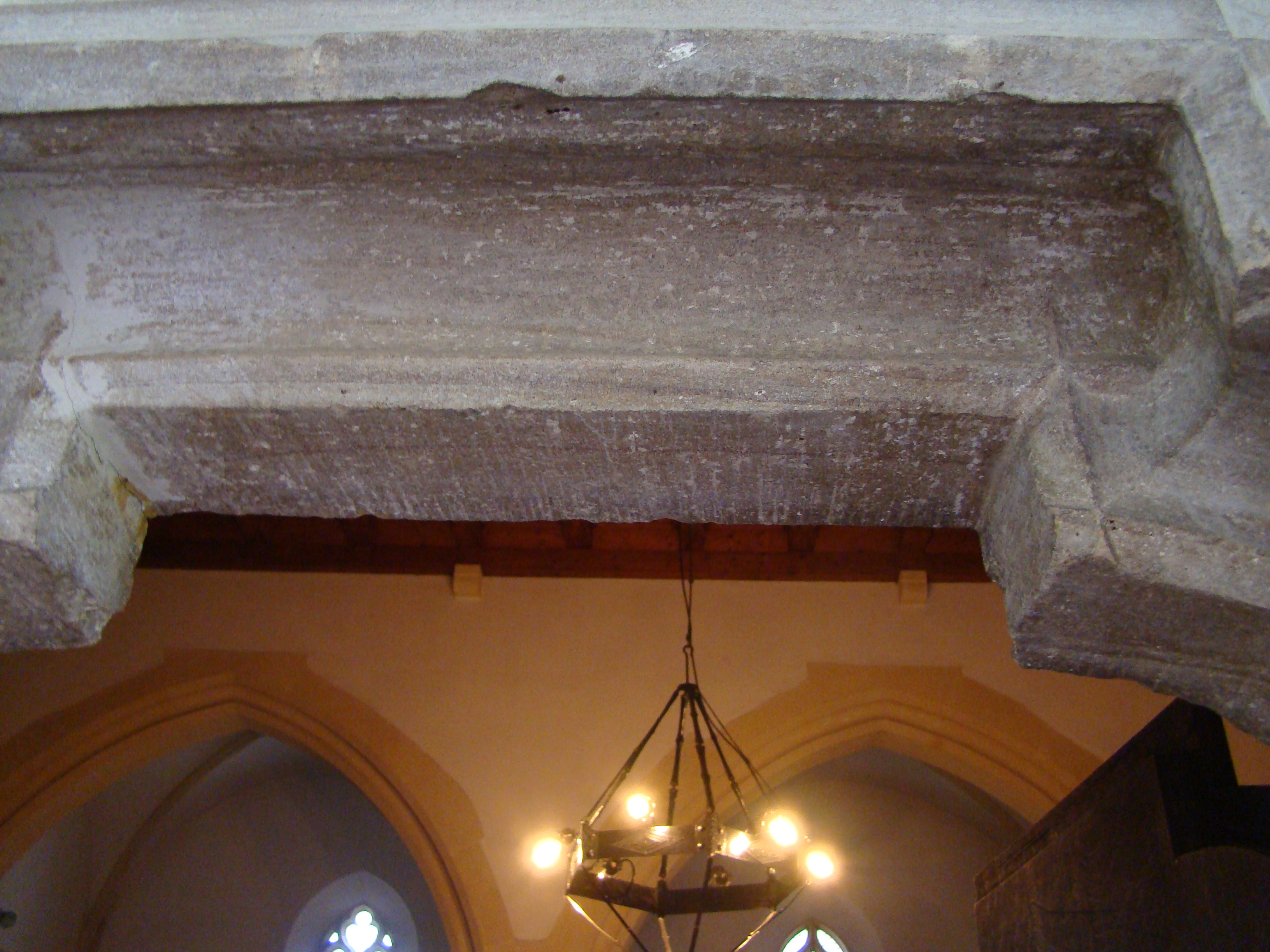
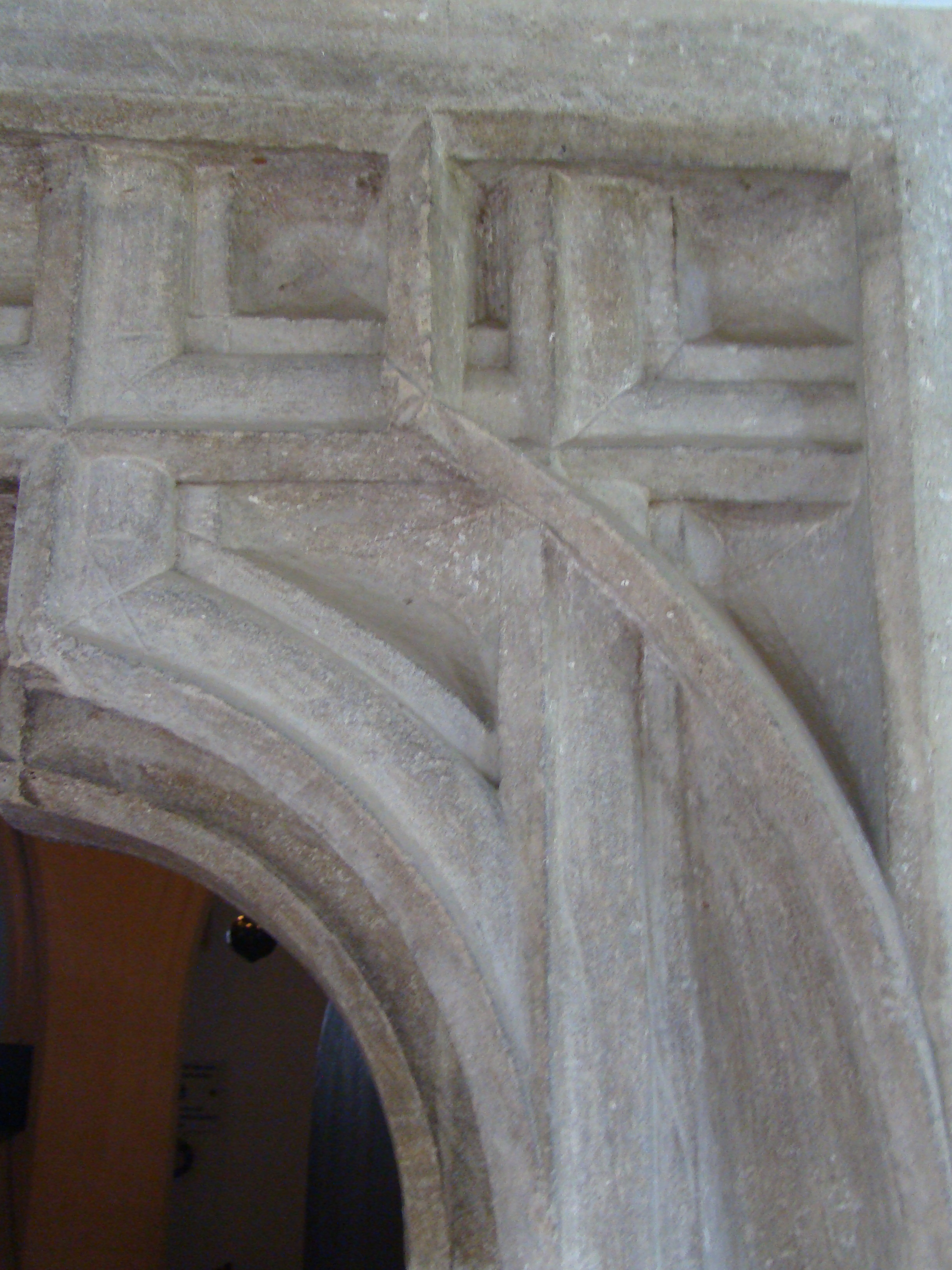
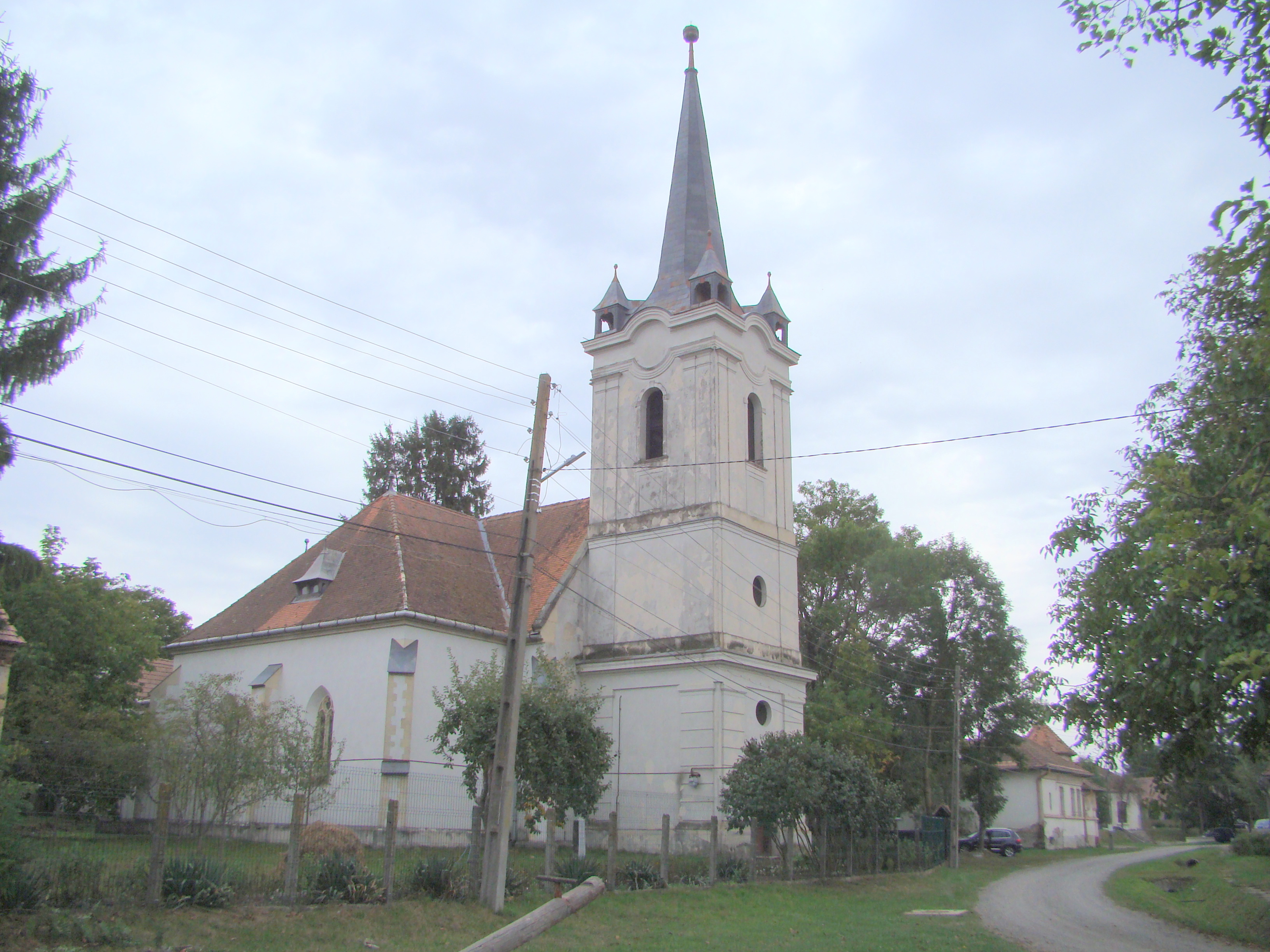
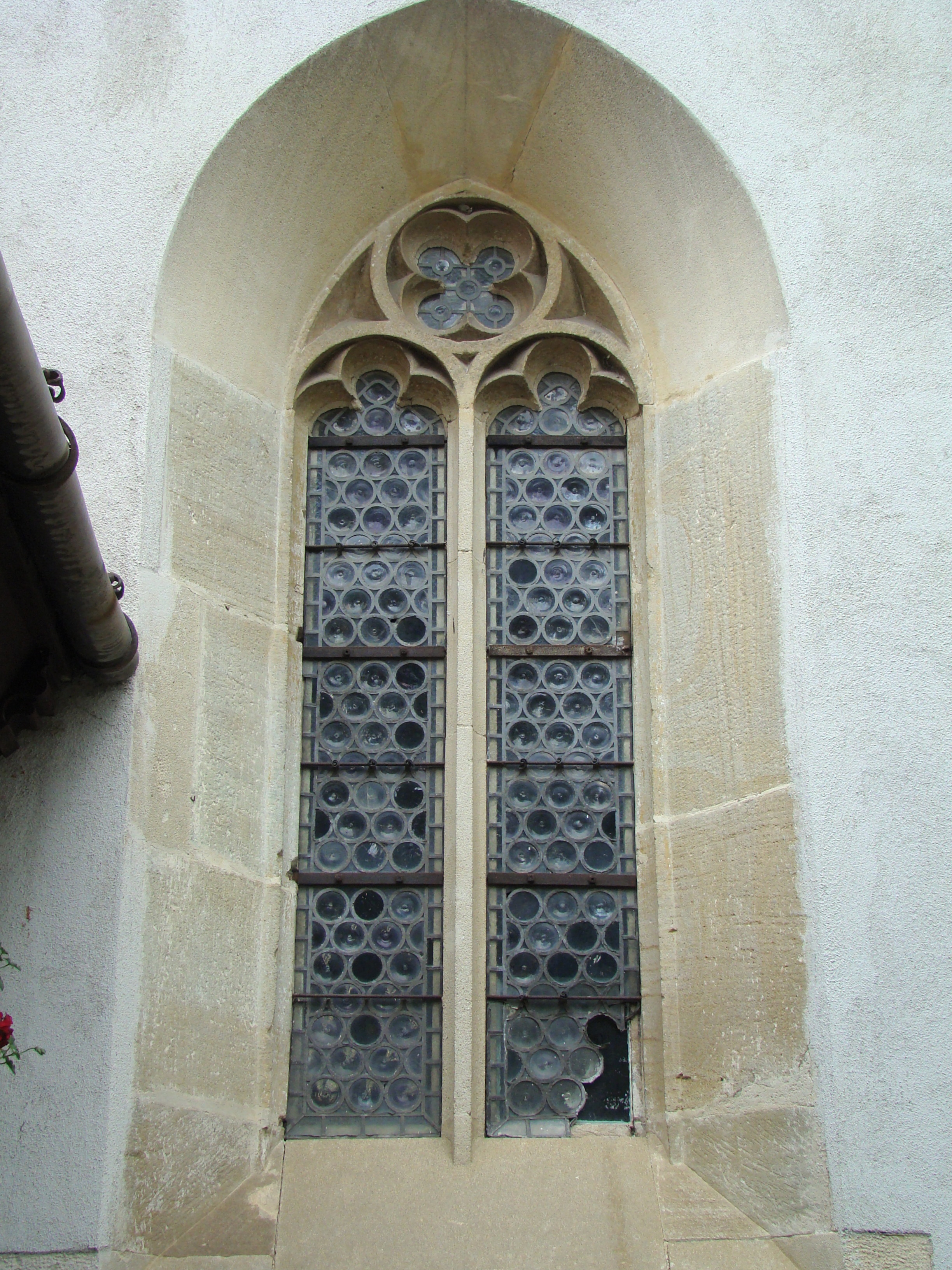
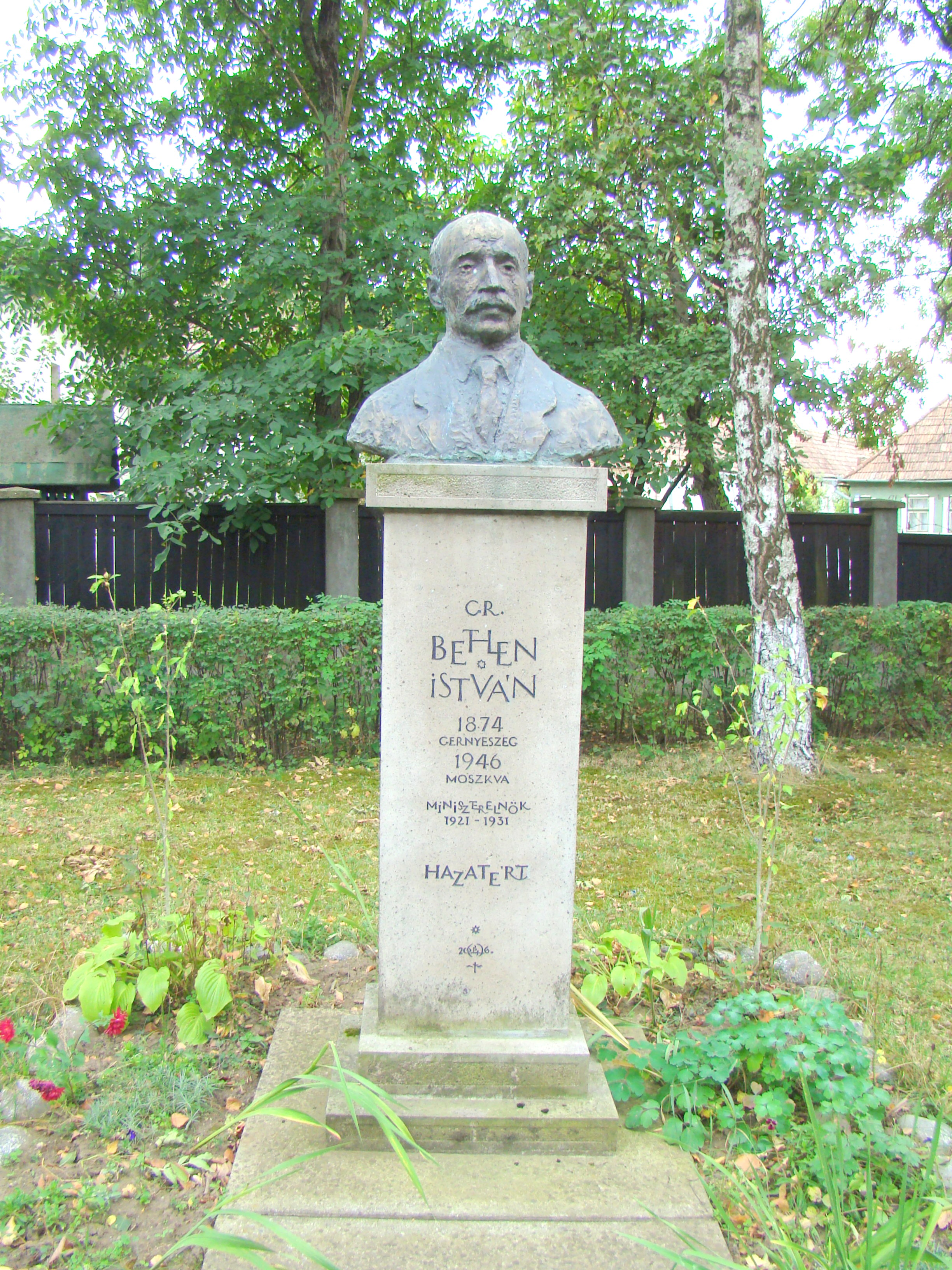
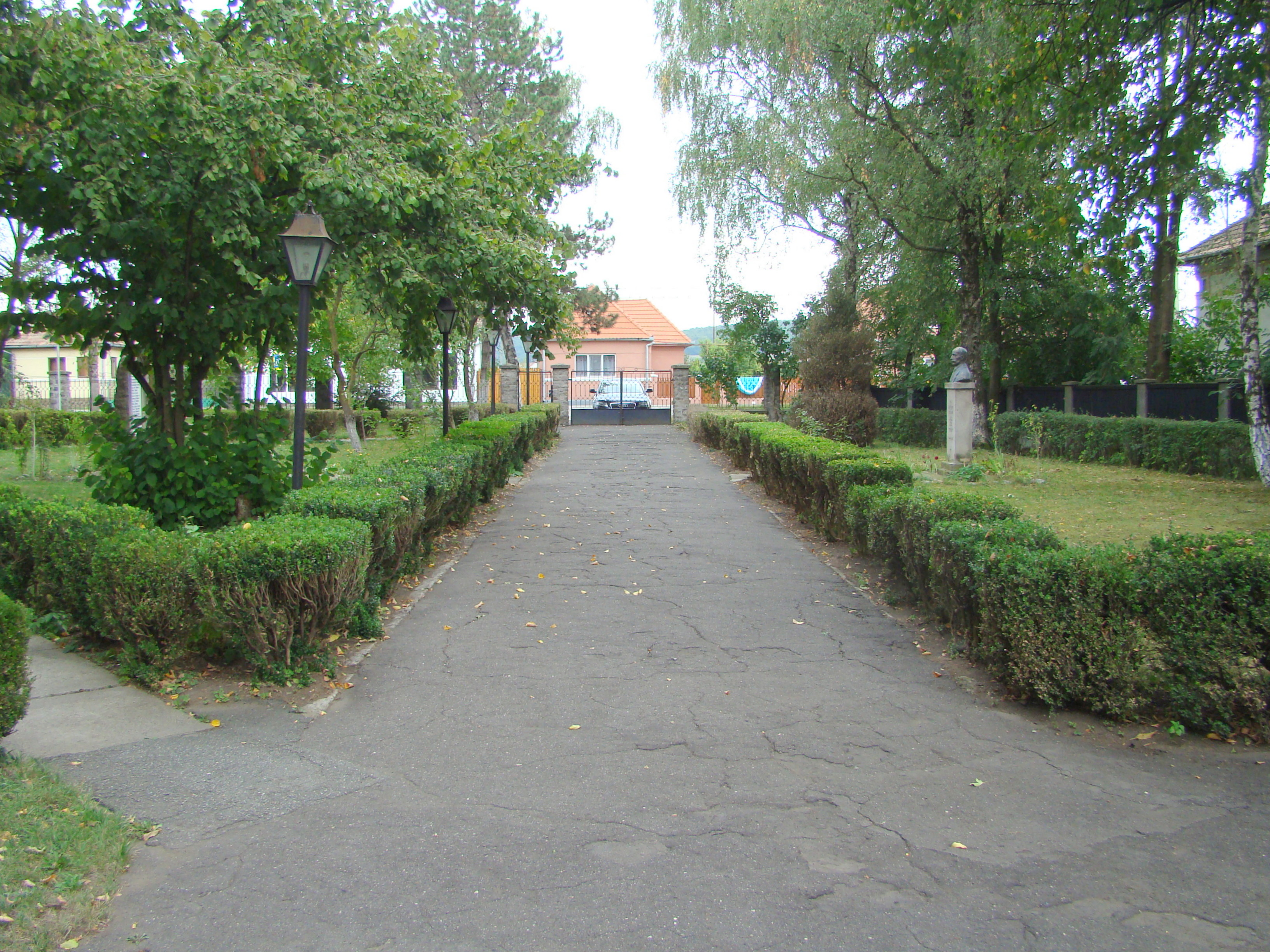
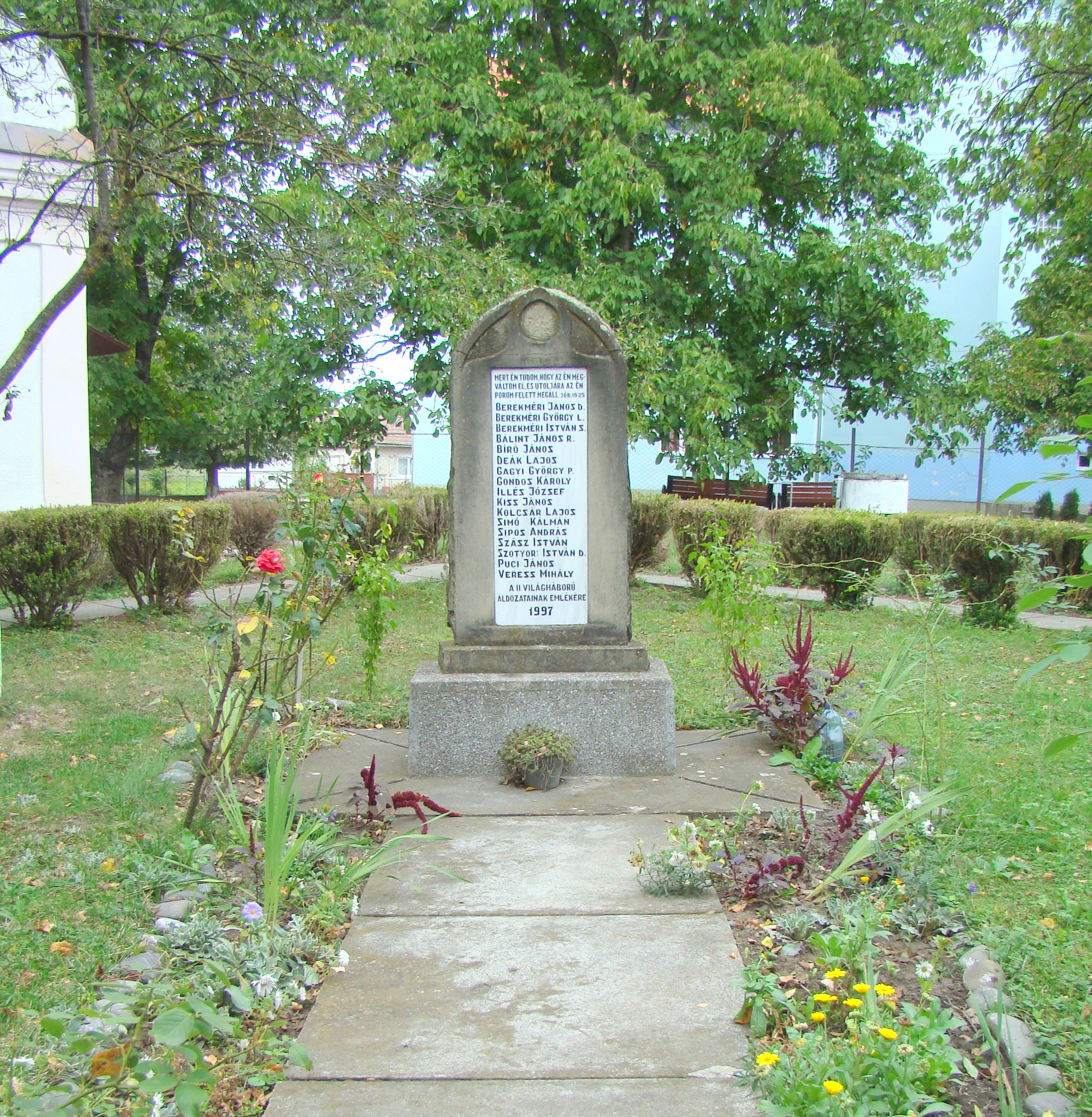
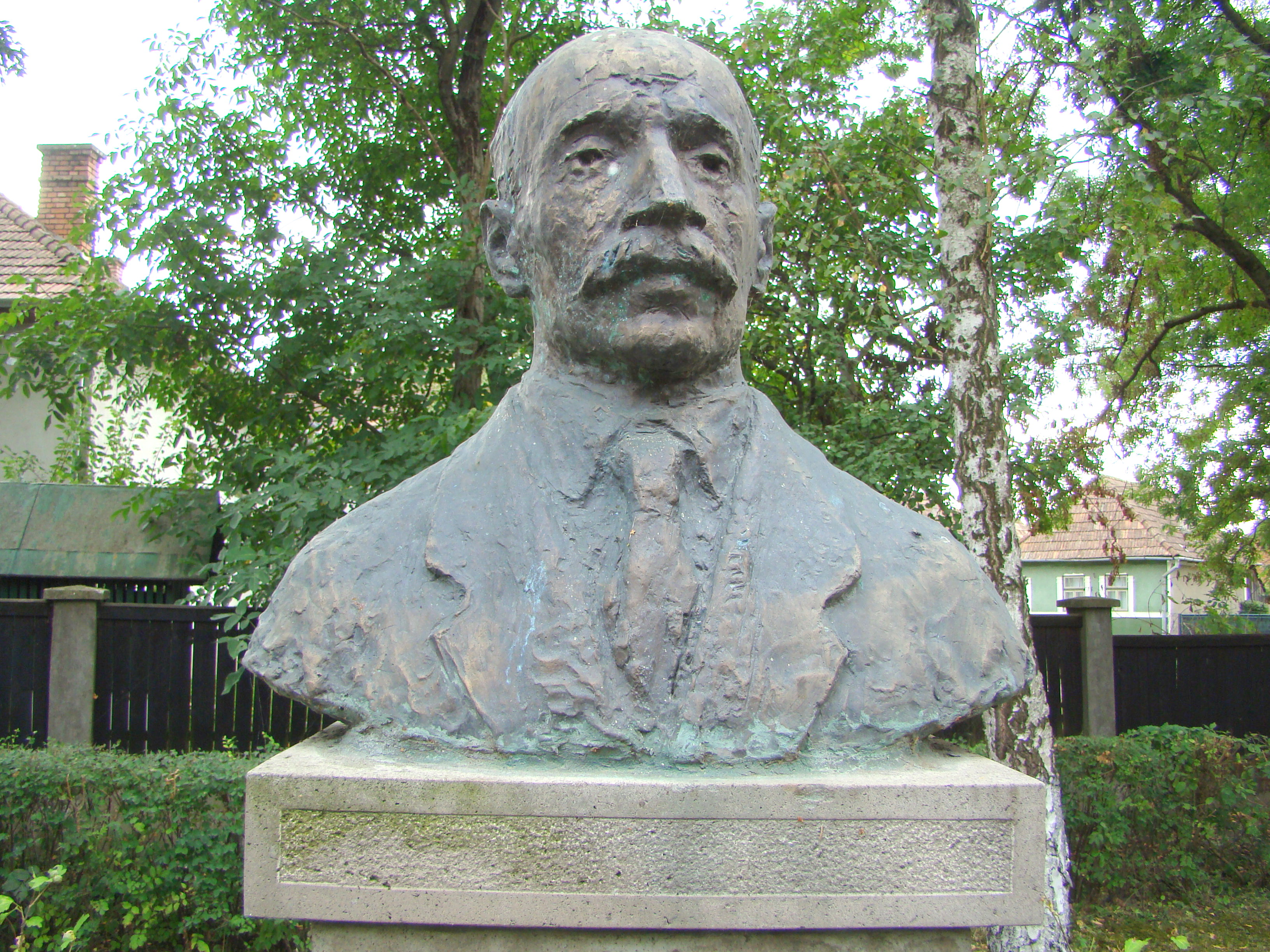
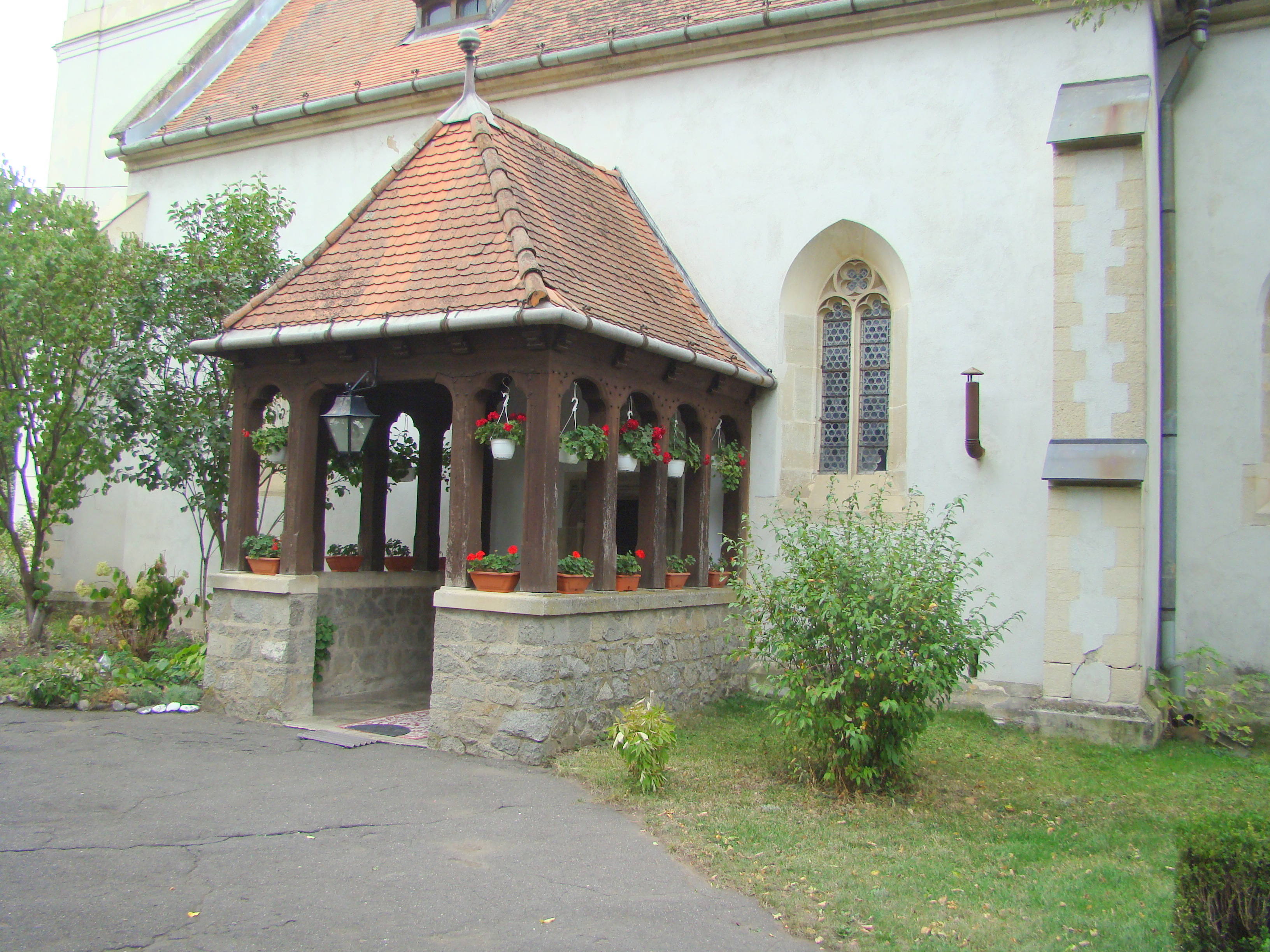
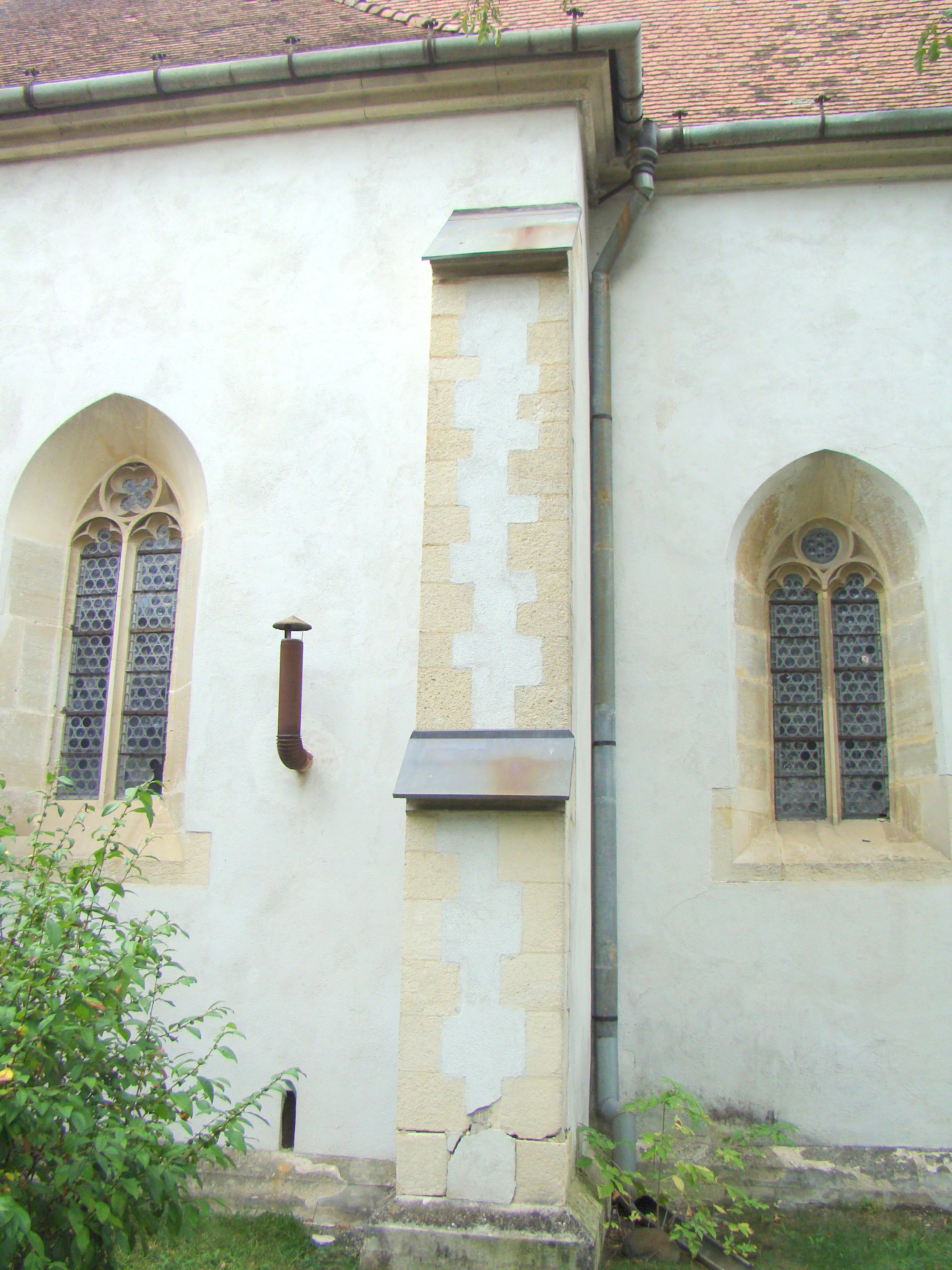
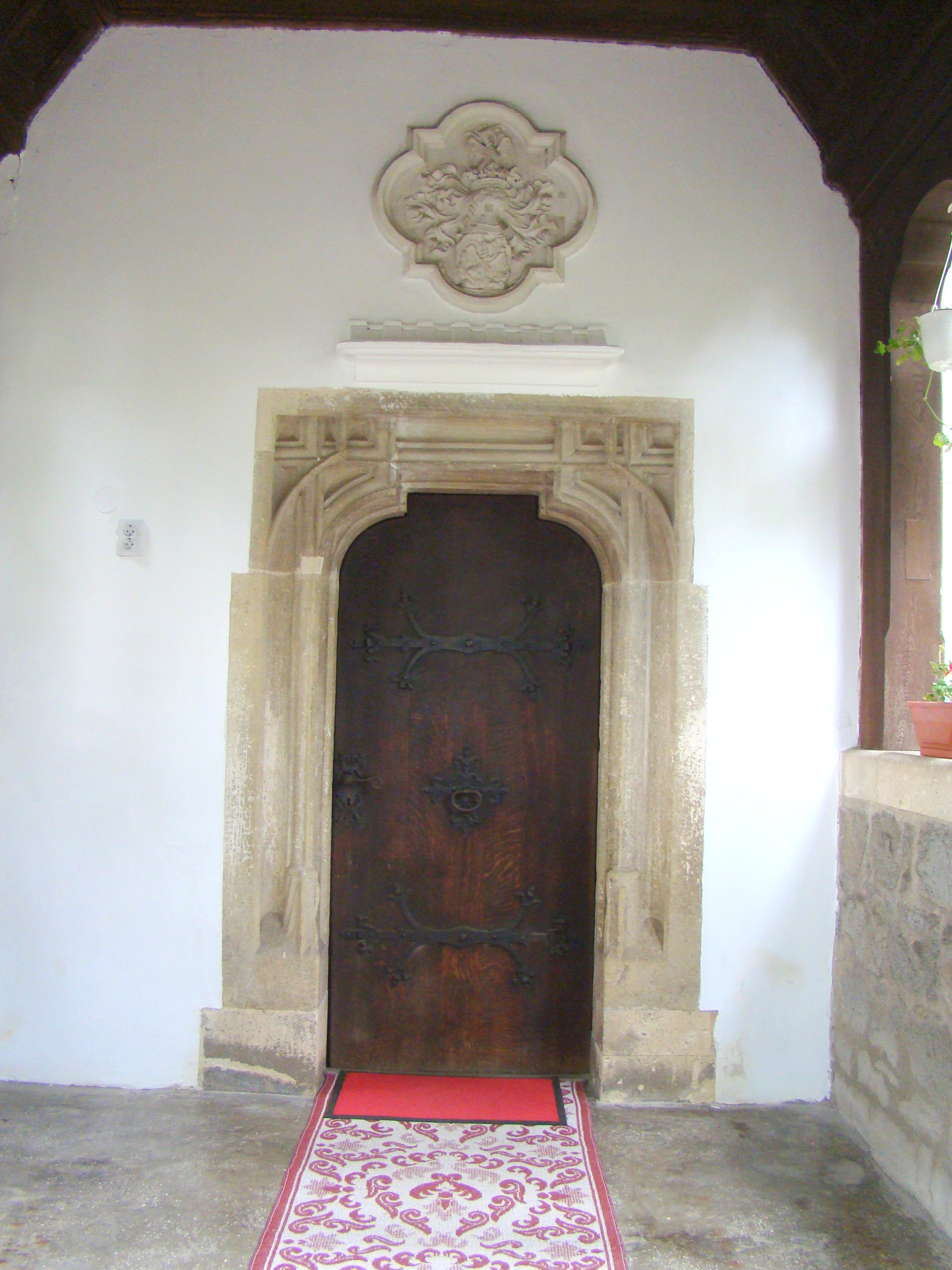
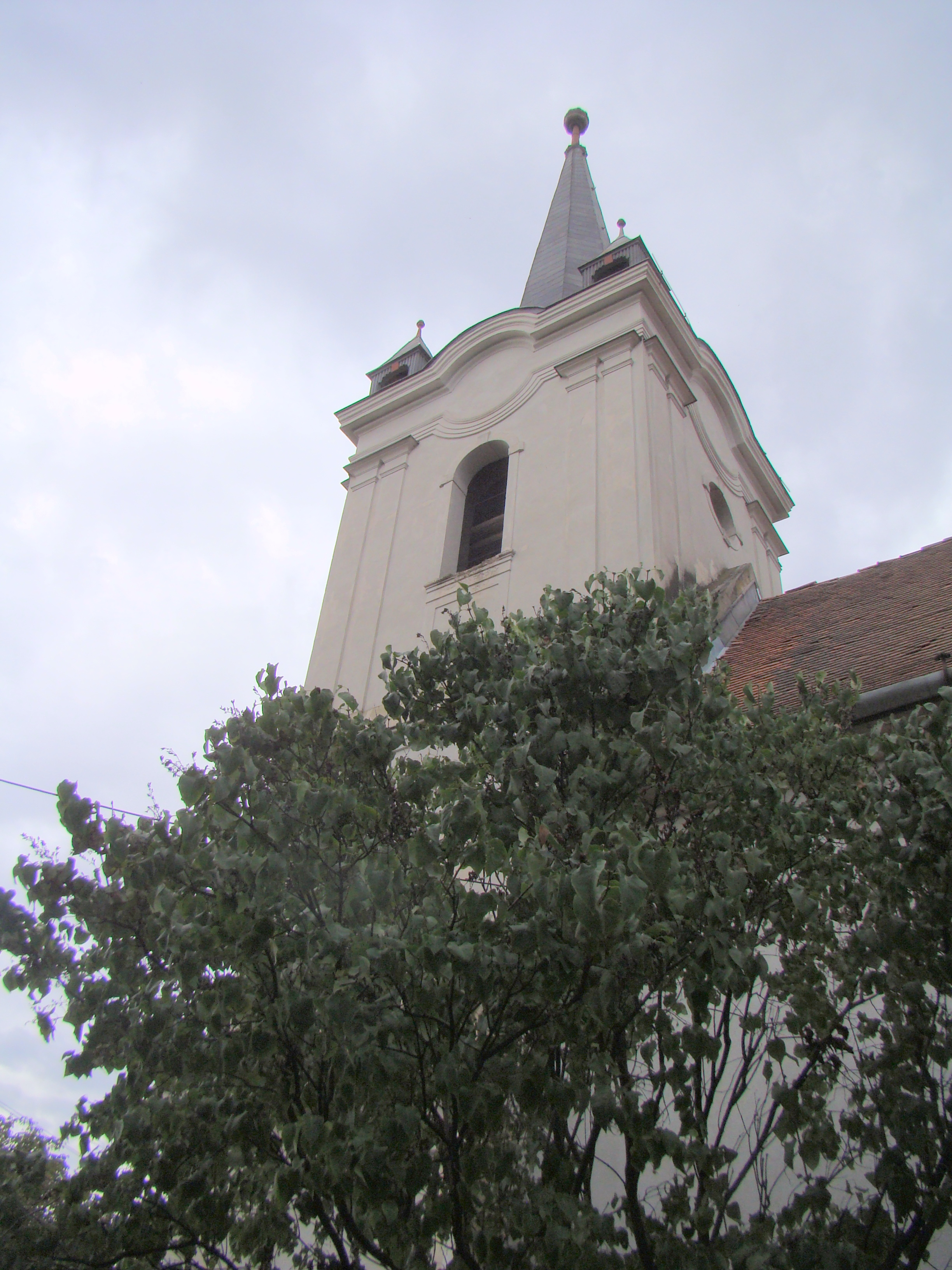
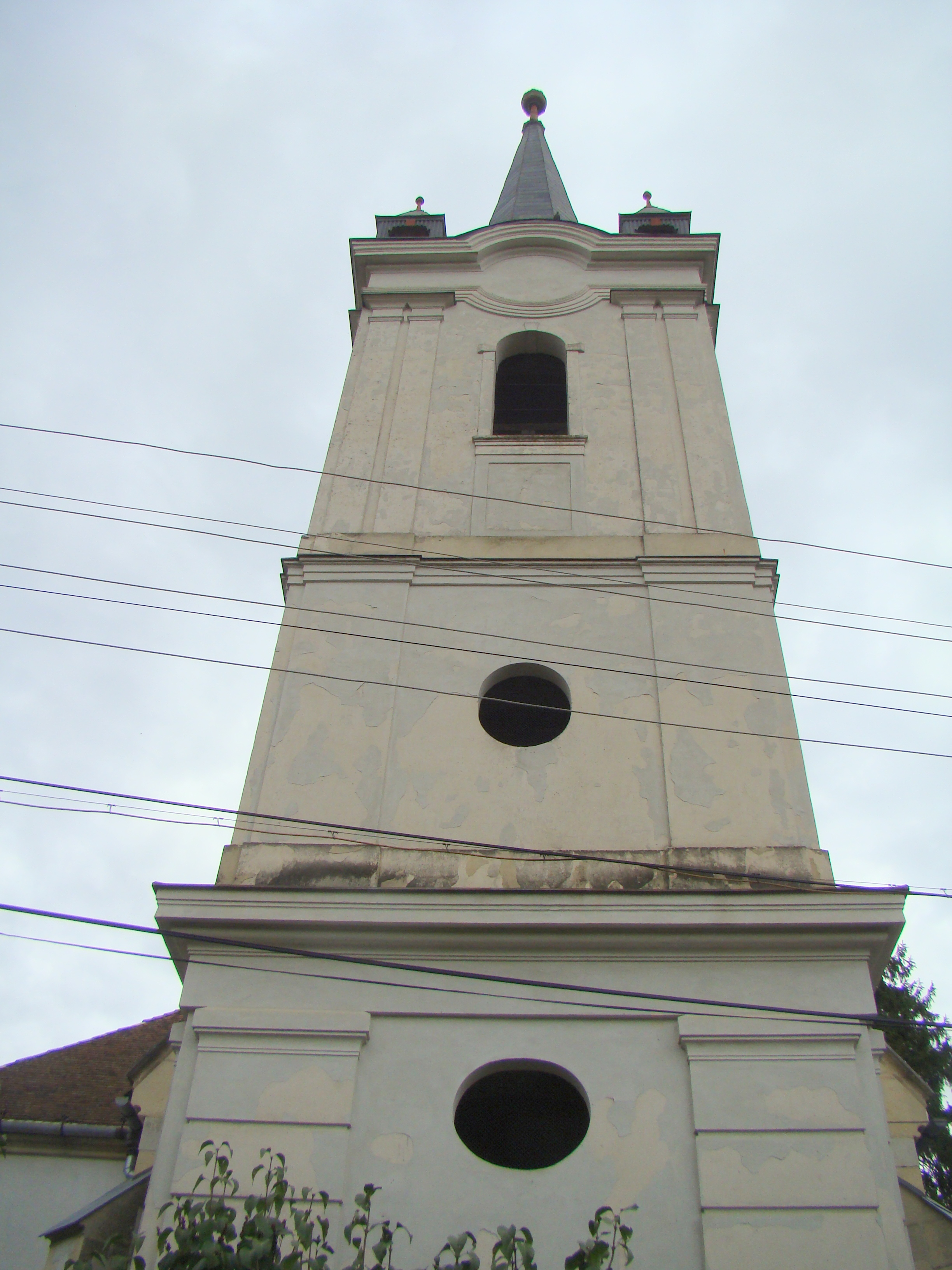
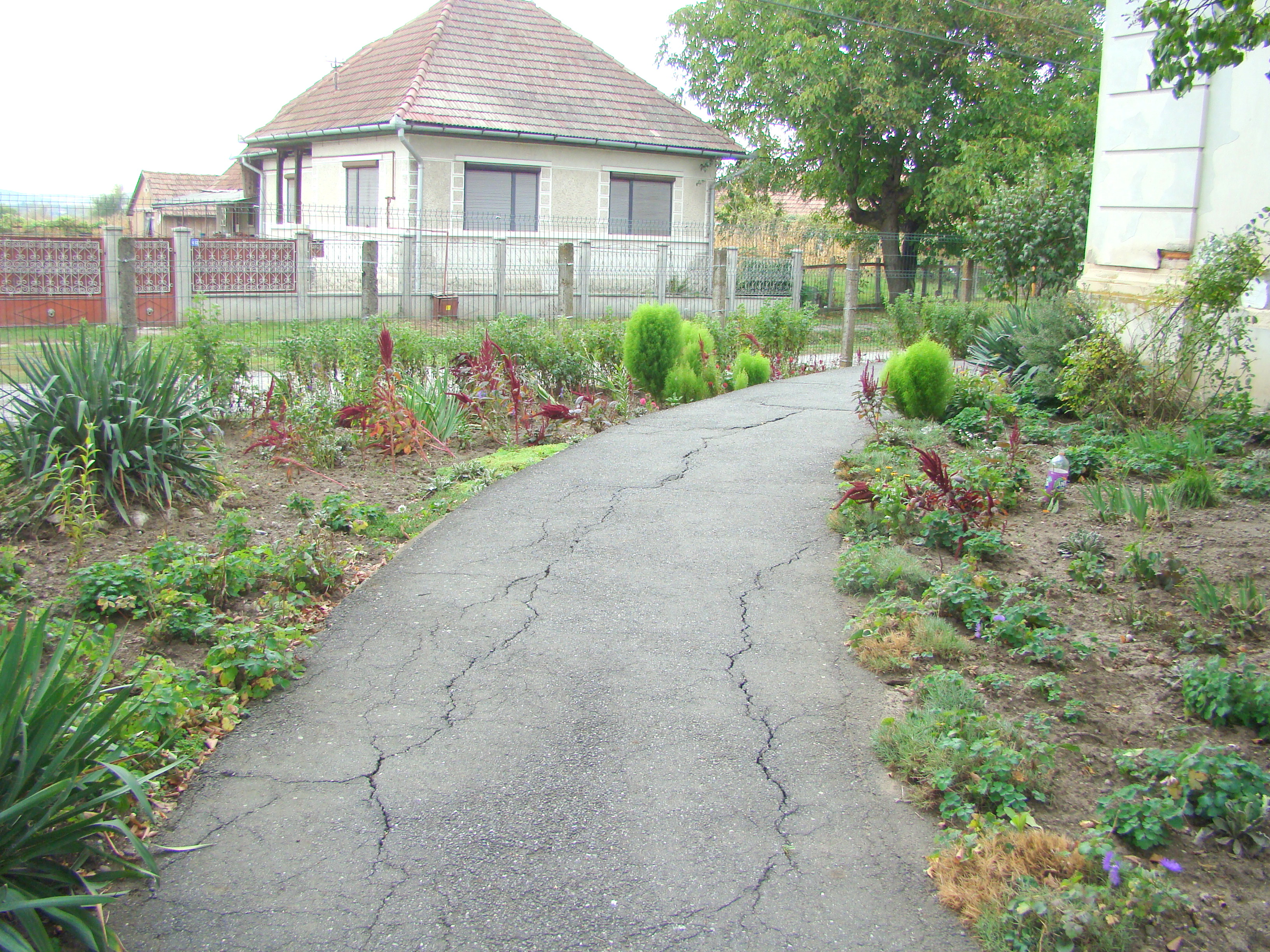
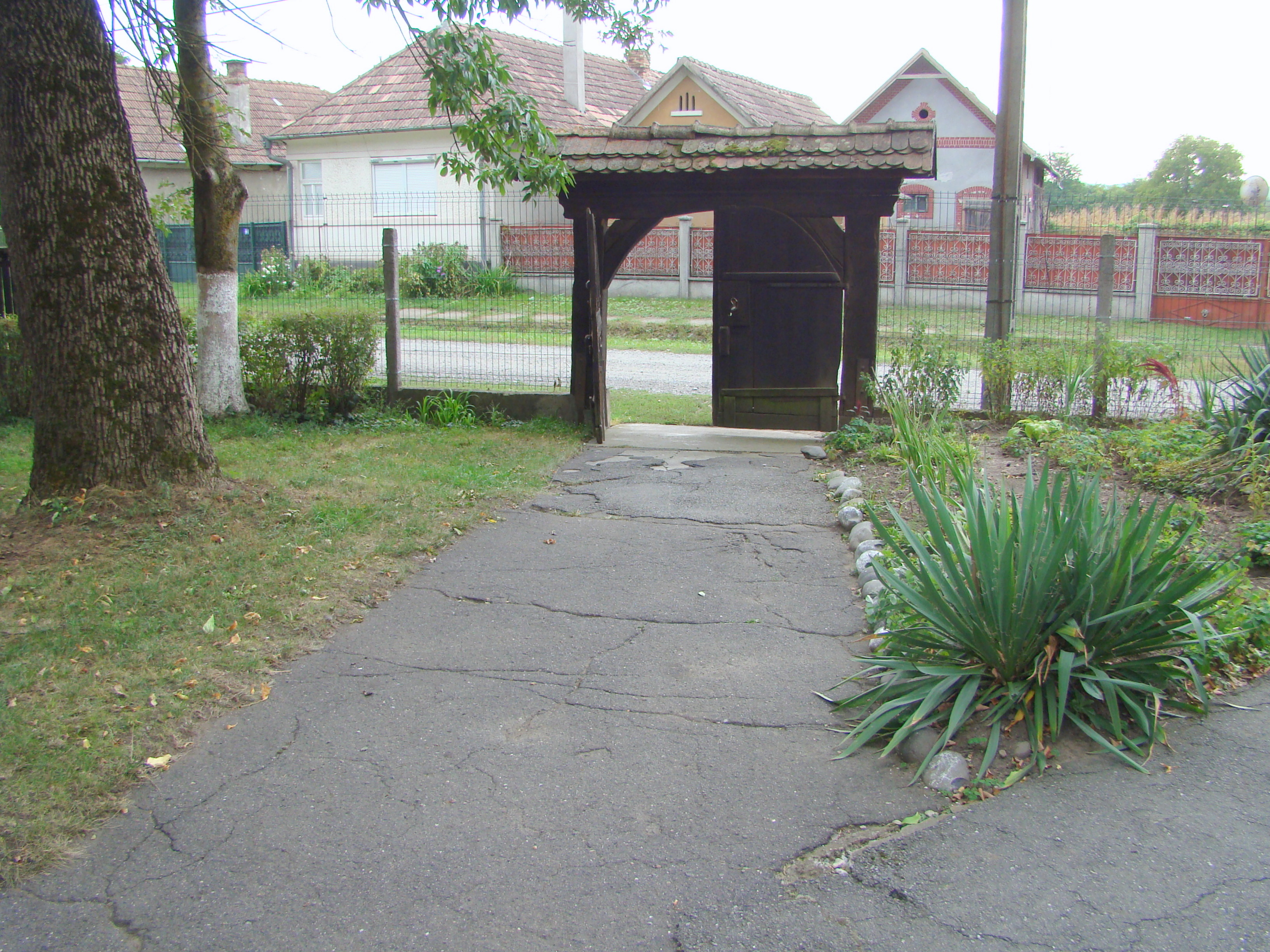

## Imagini din interior

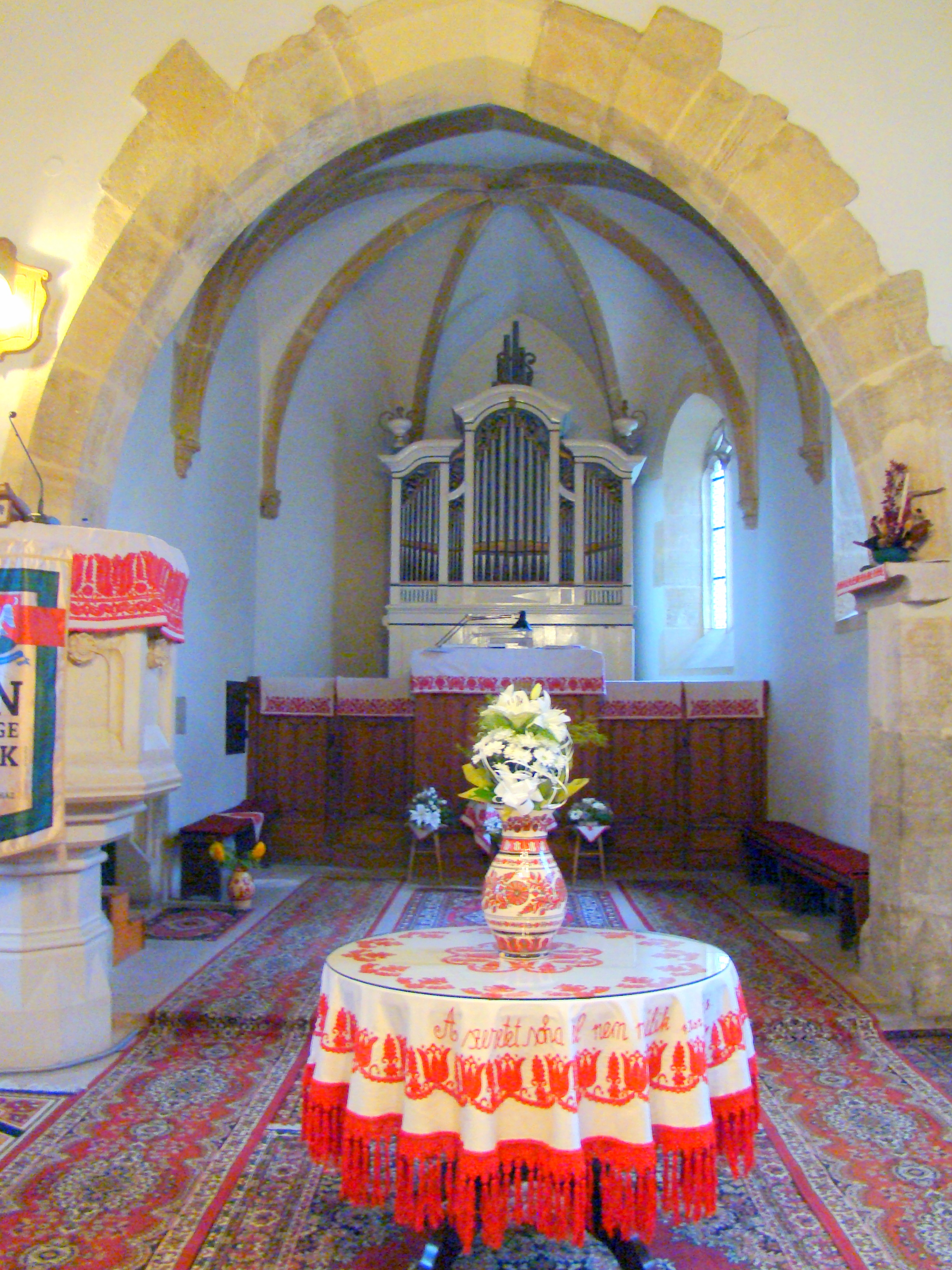
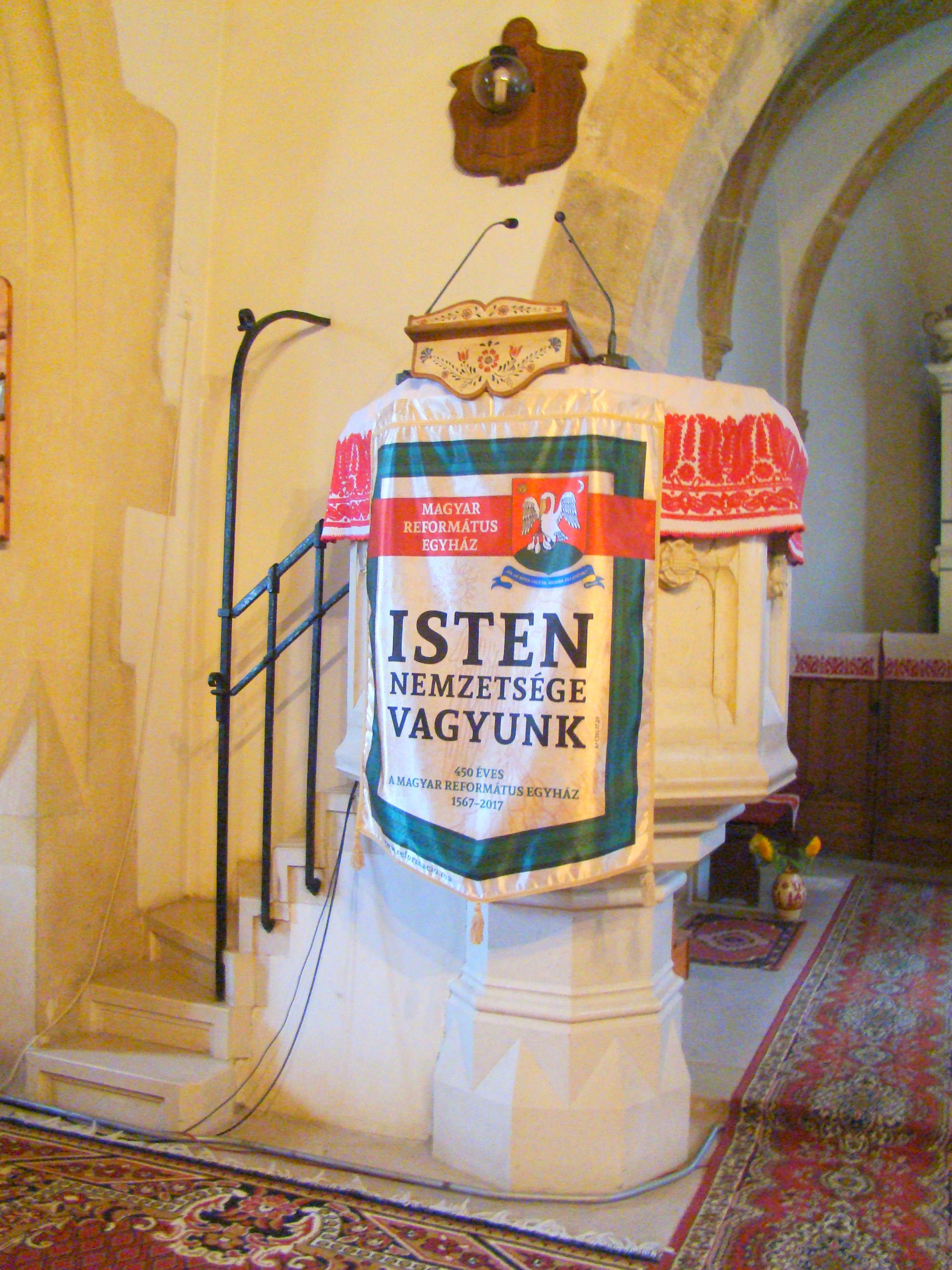
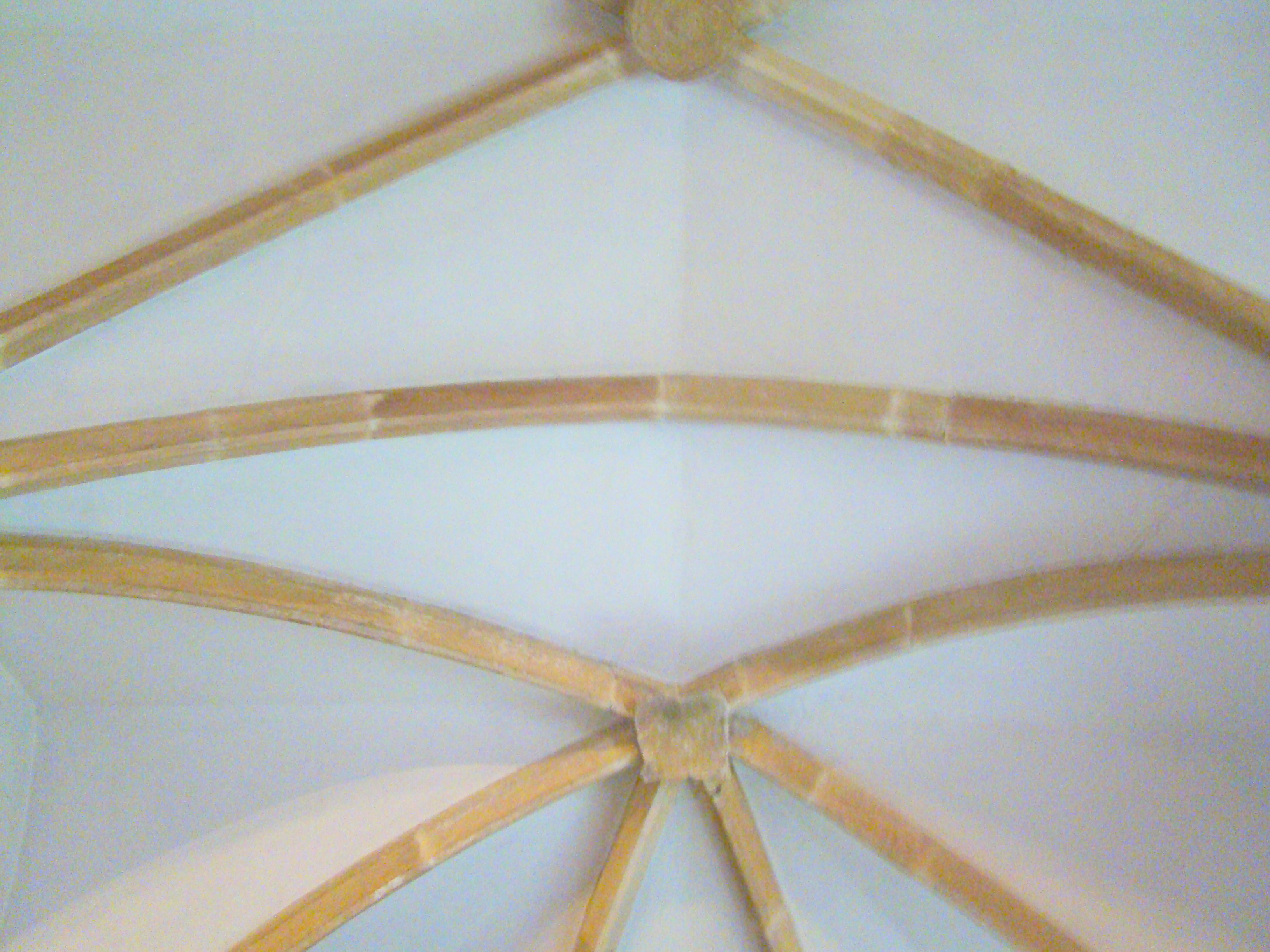
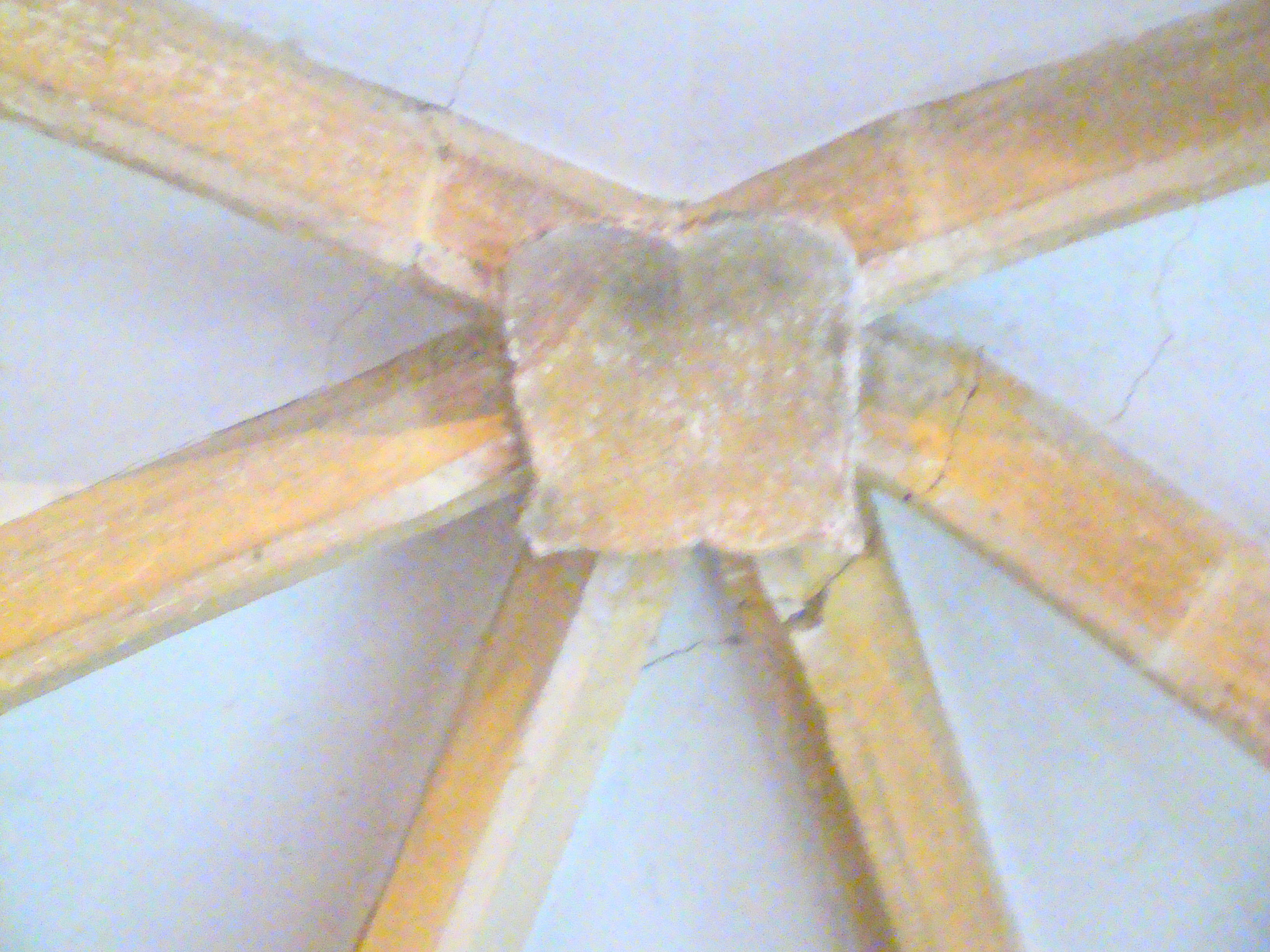
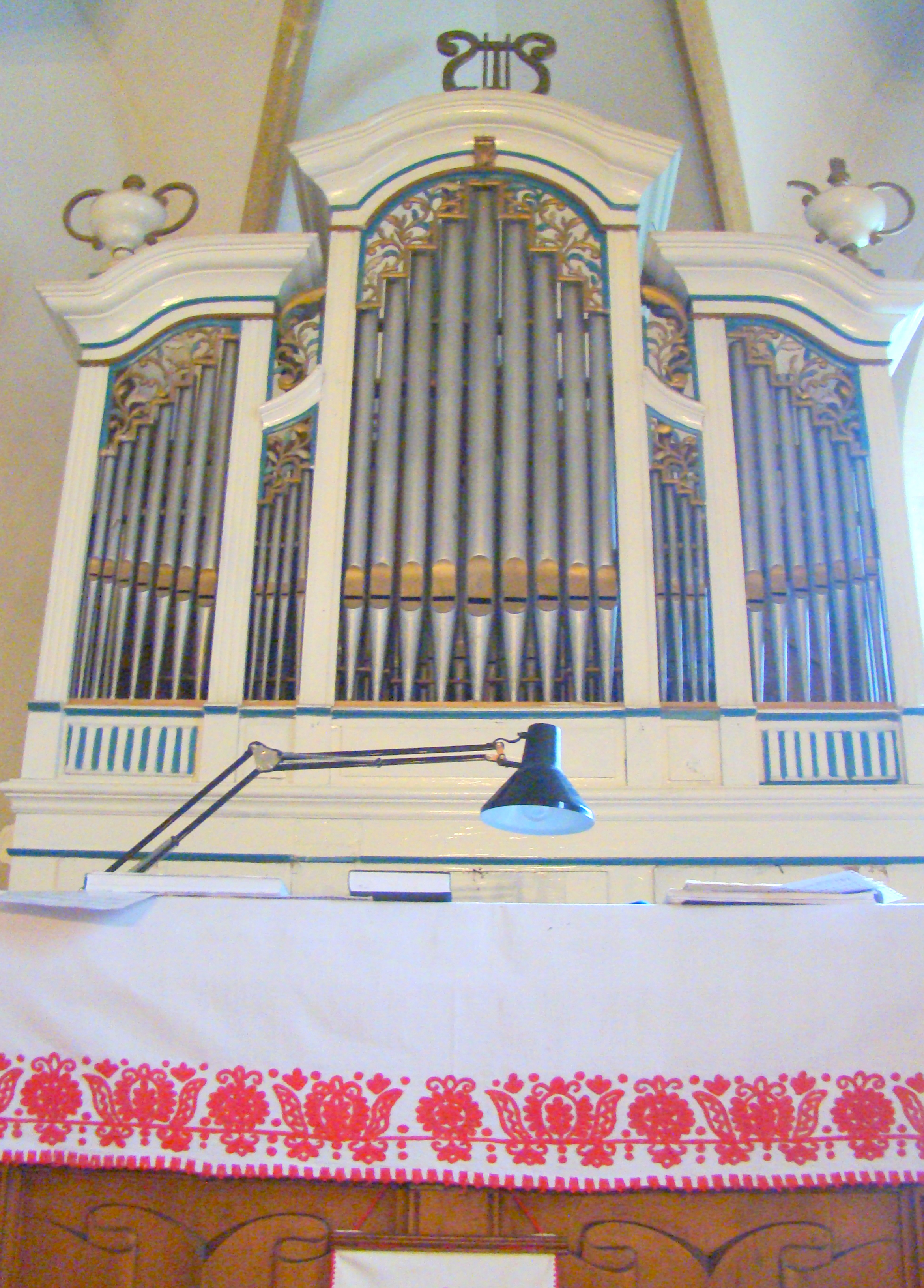
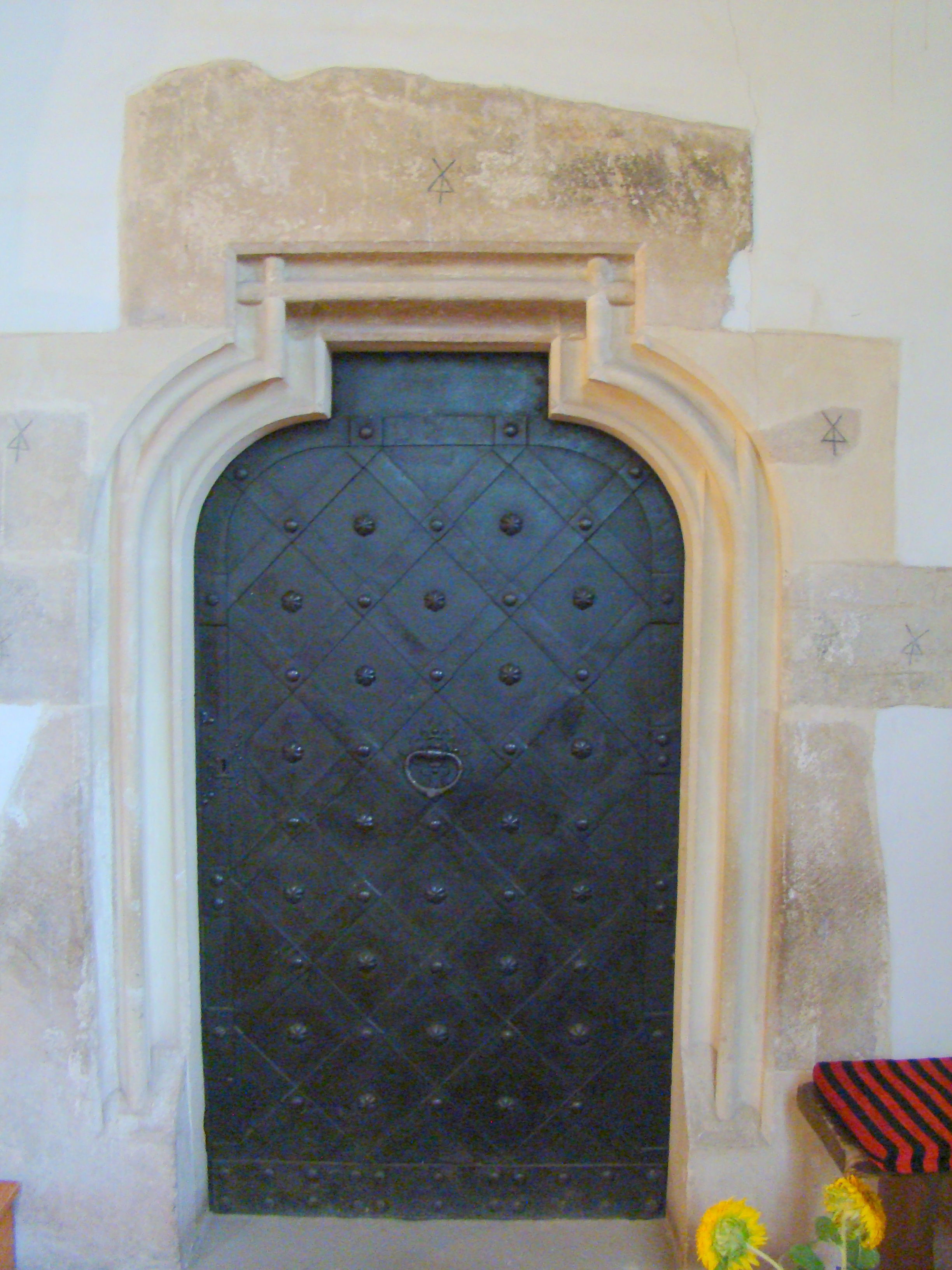
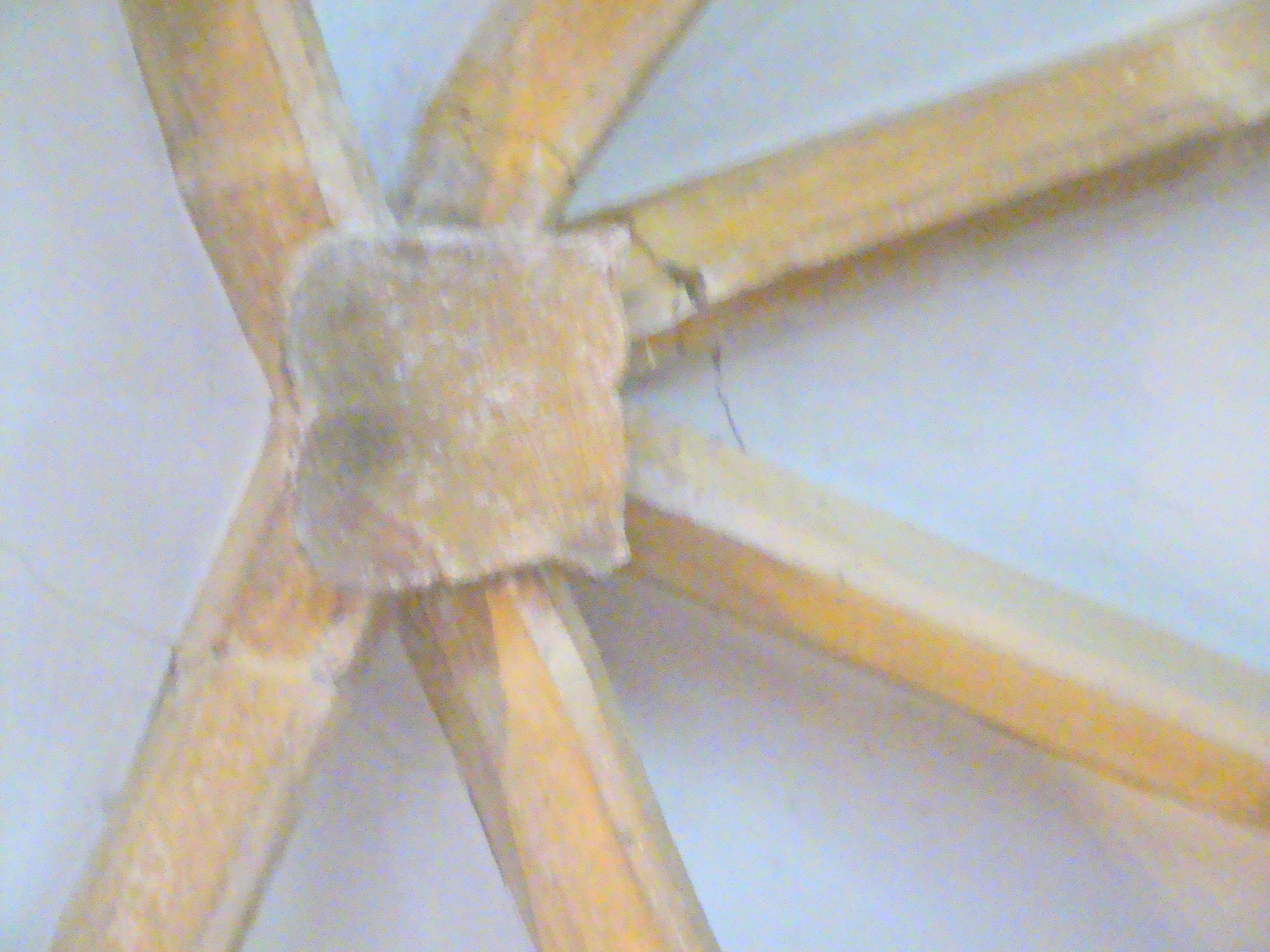
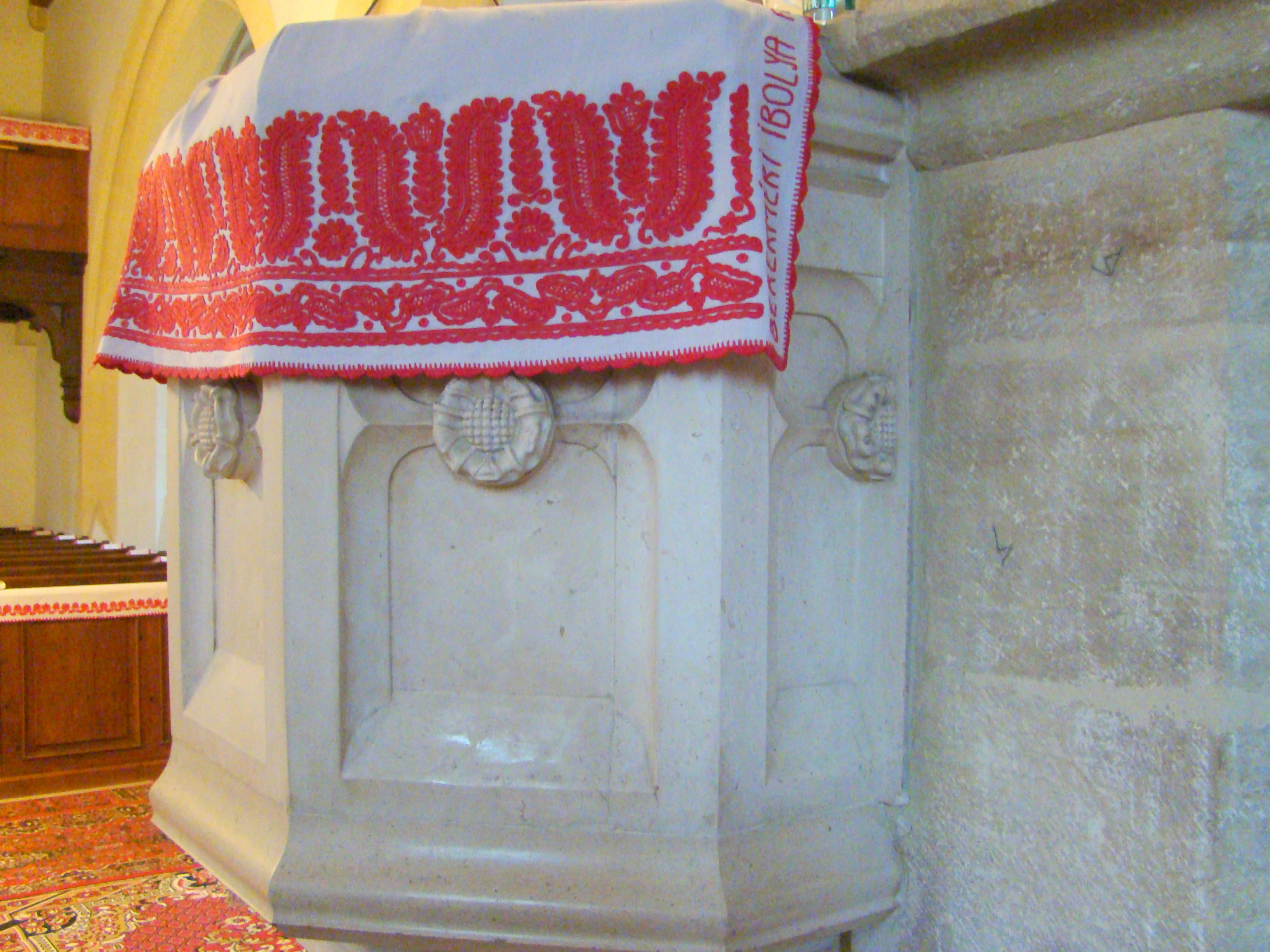
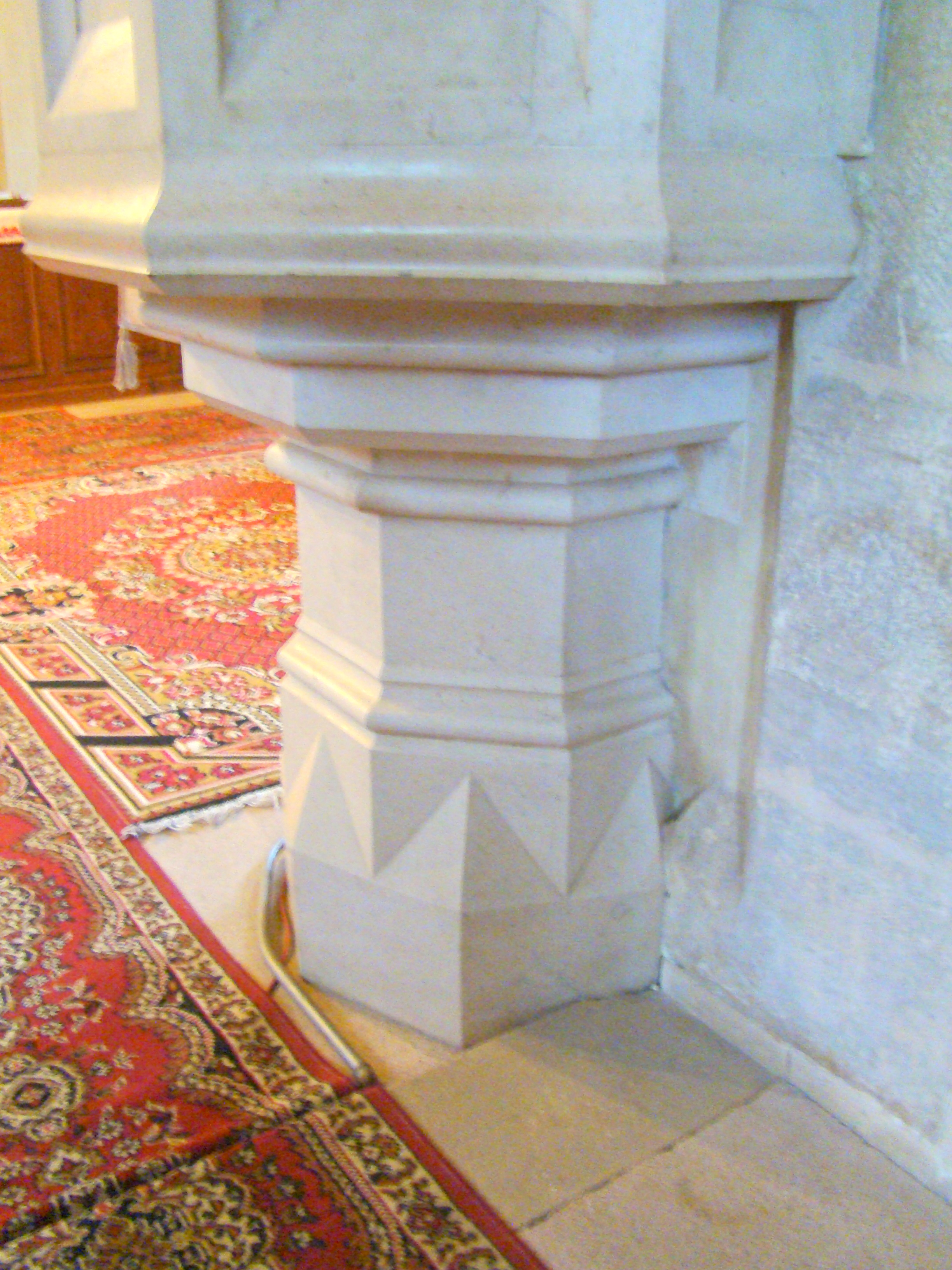
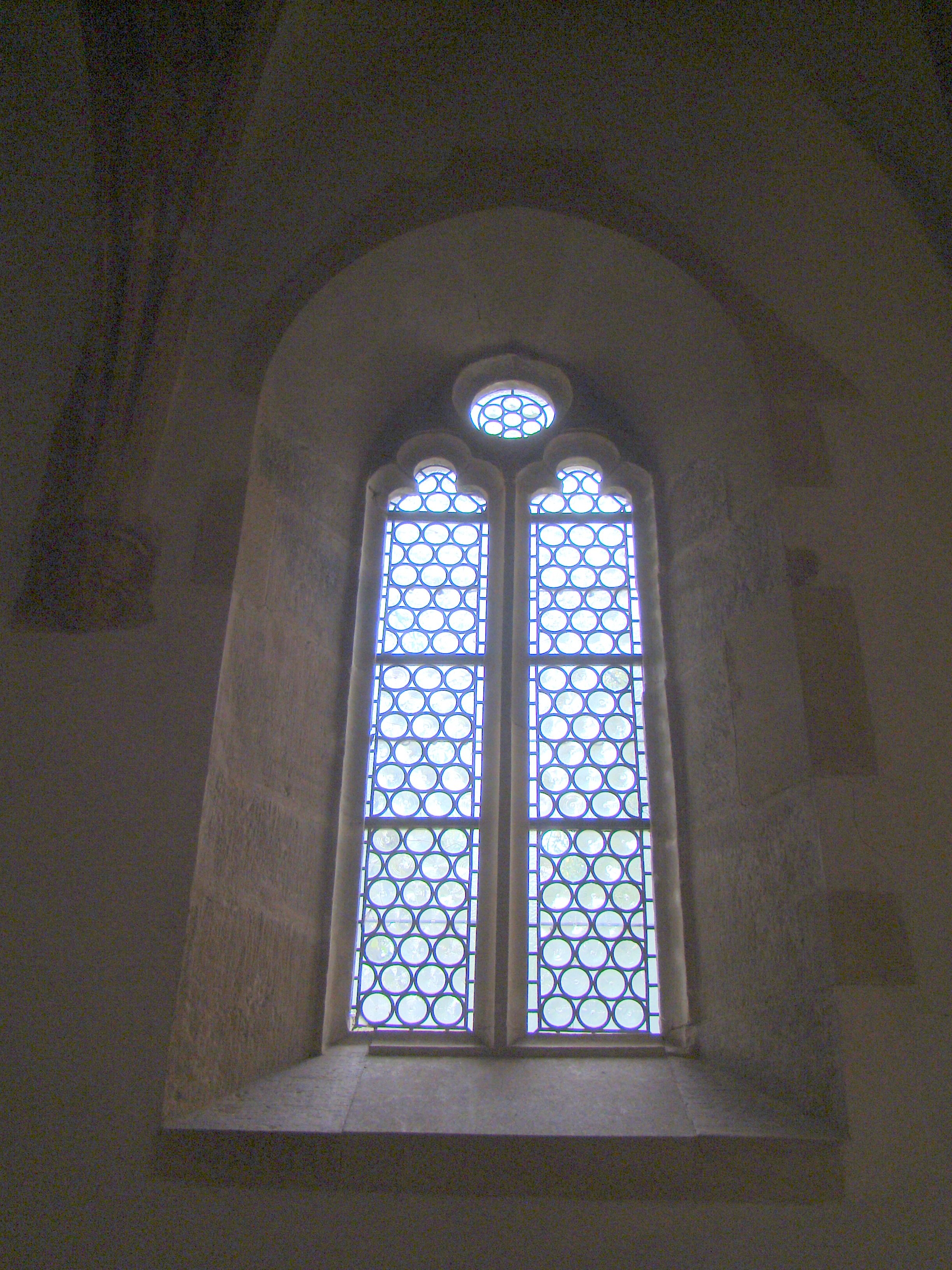
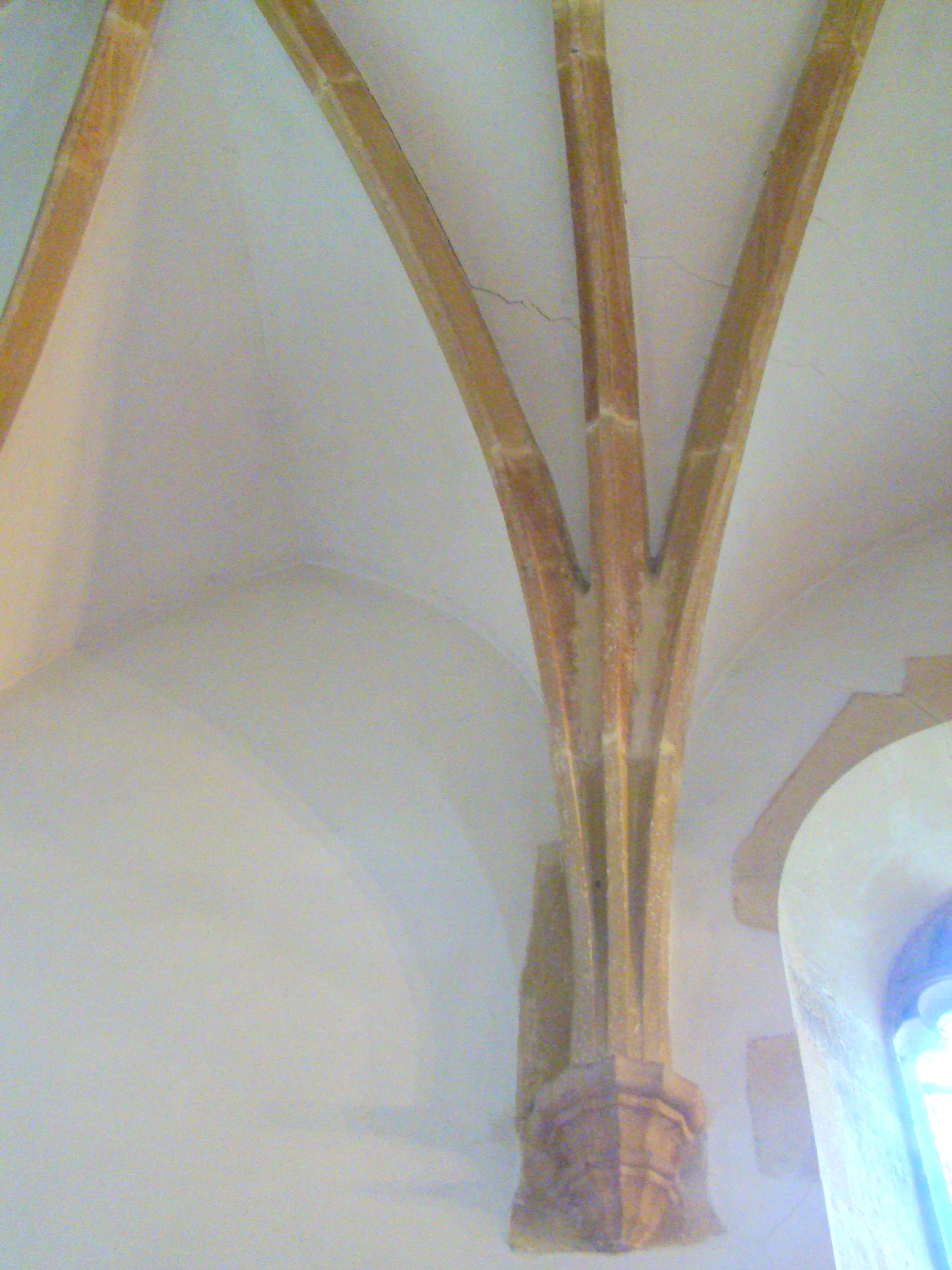
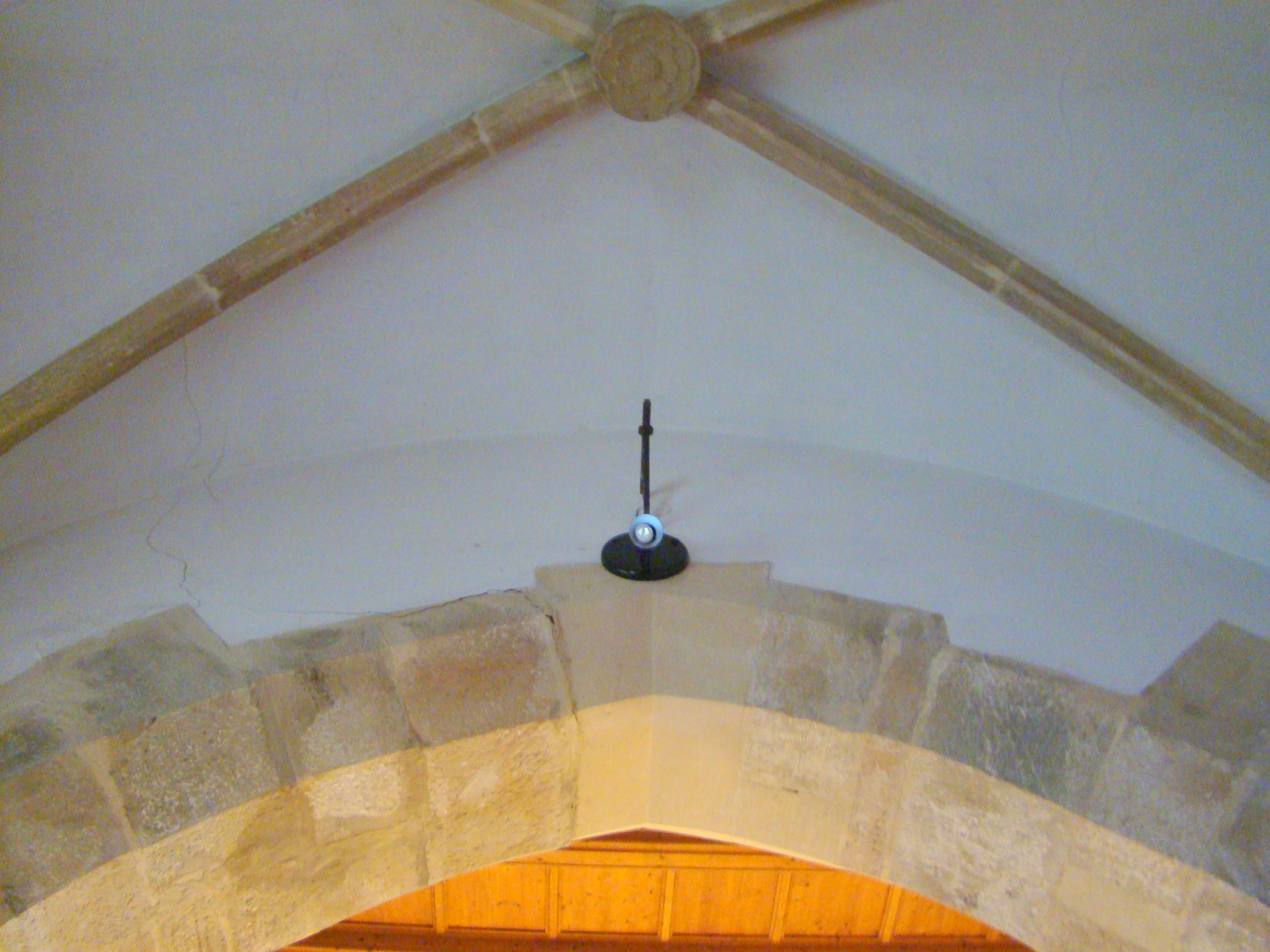
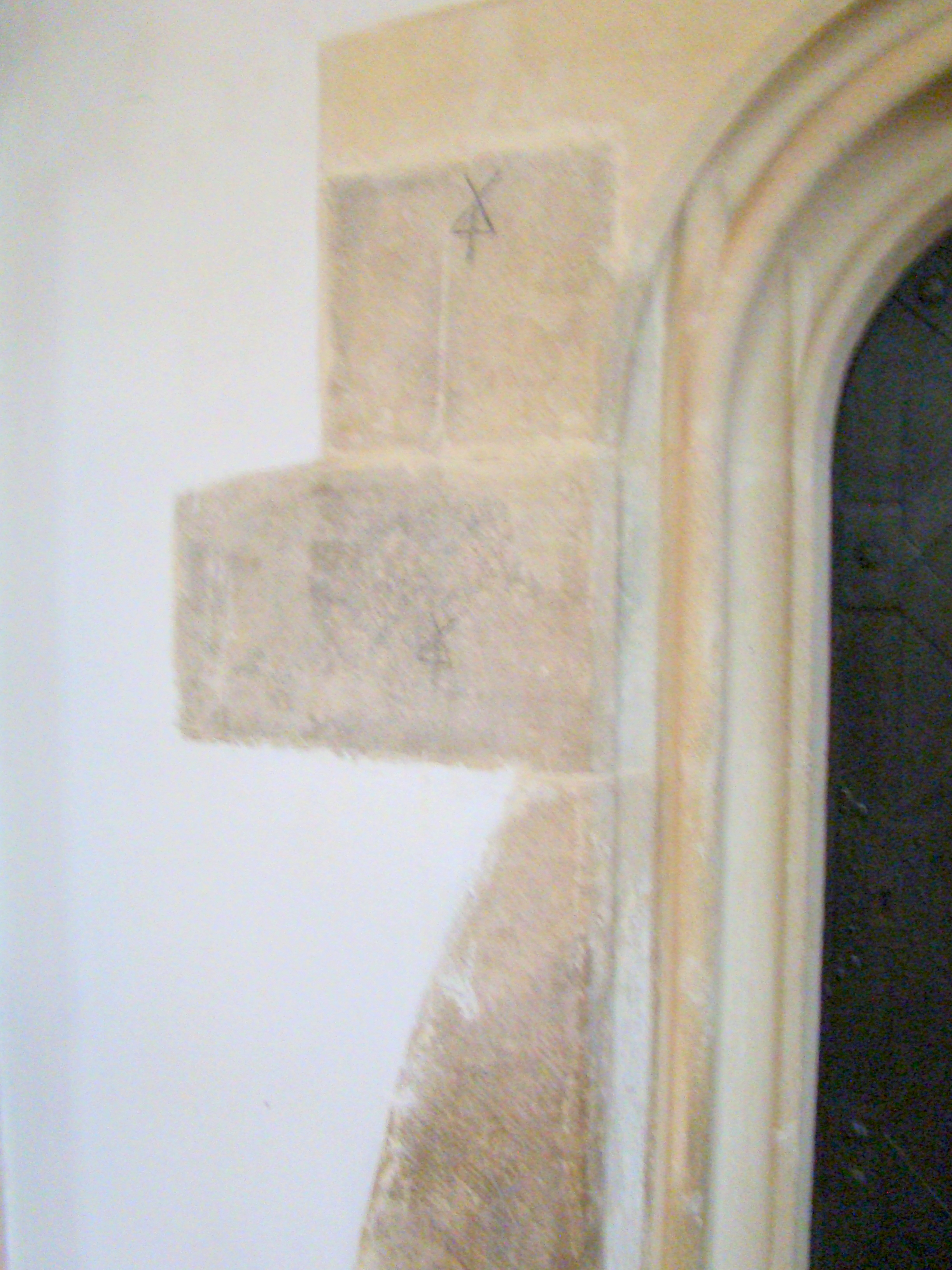
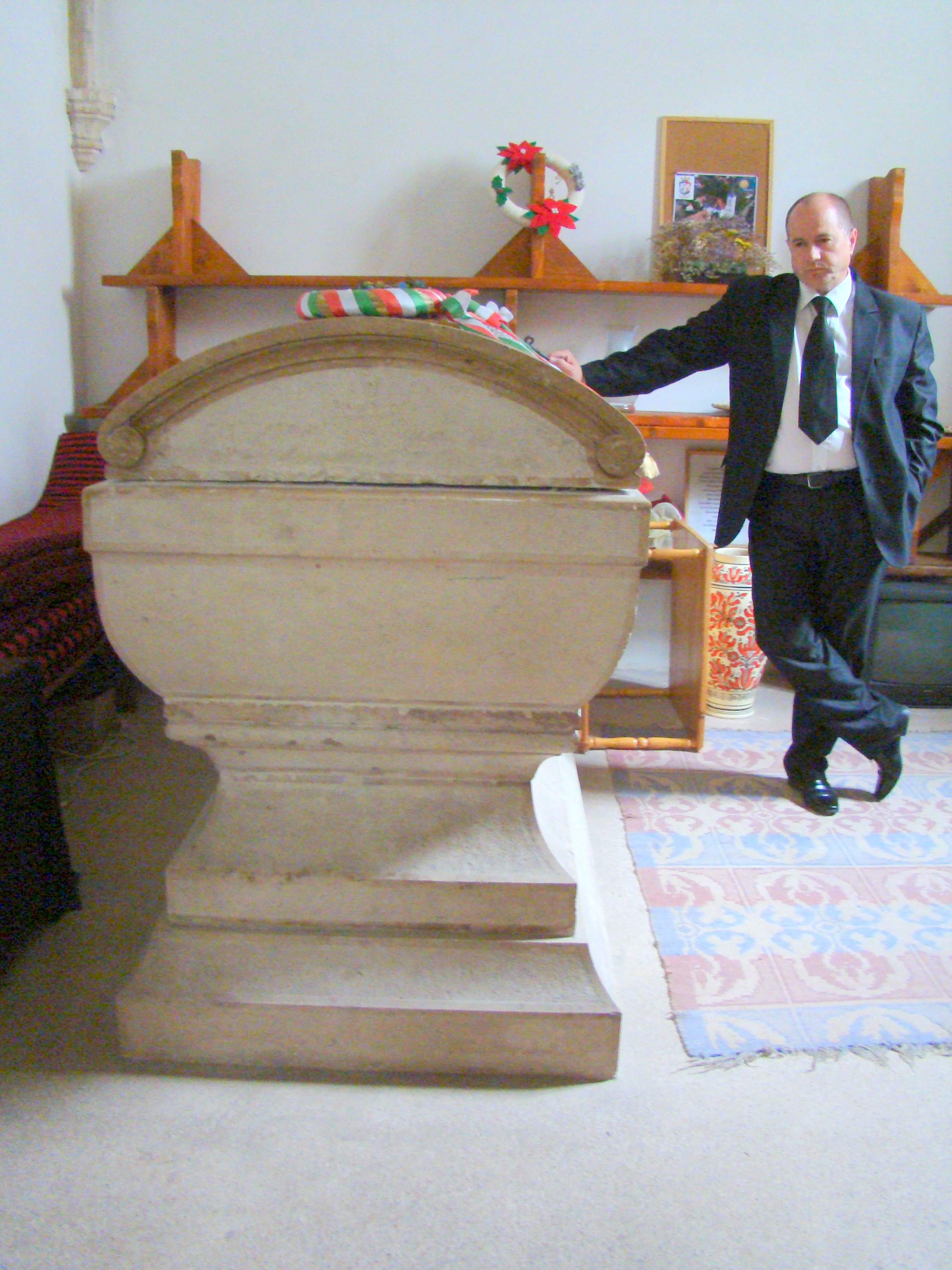
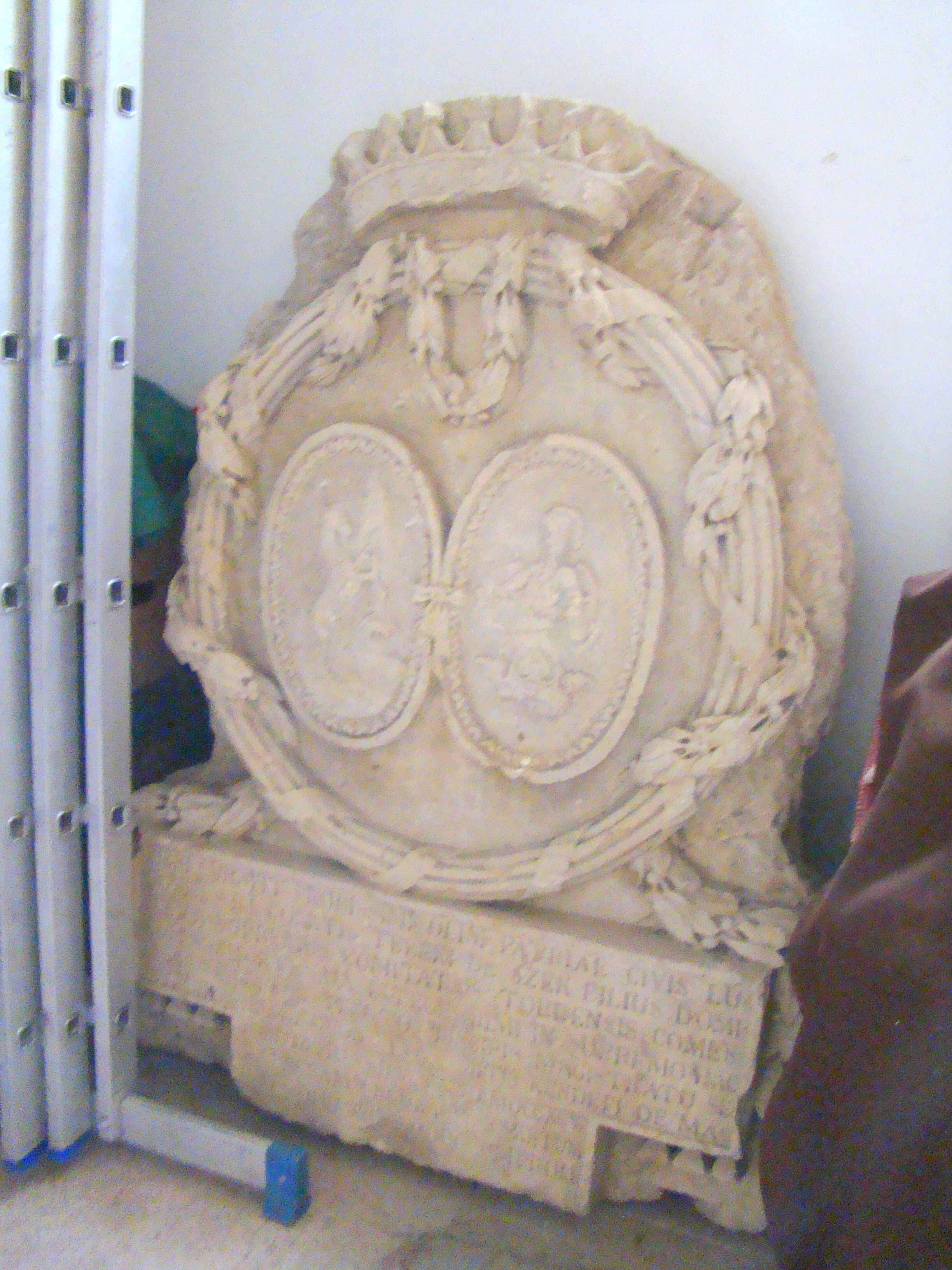
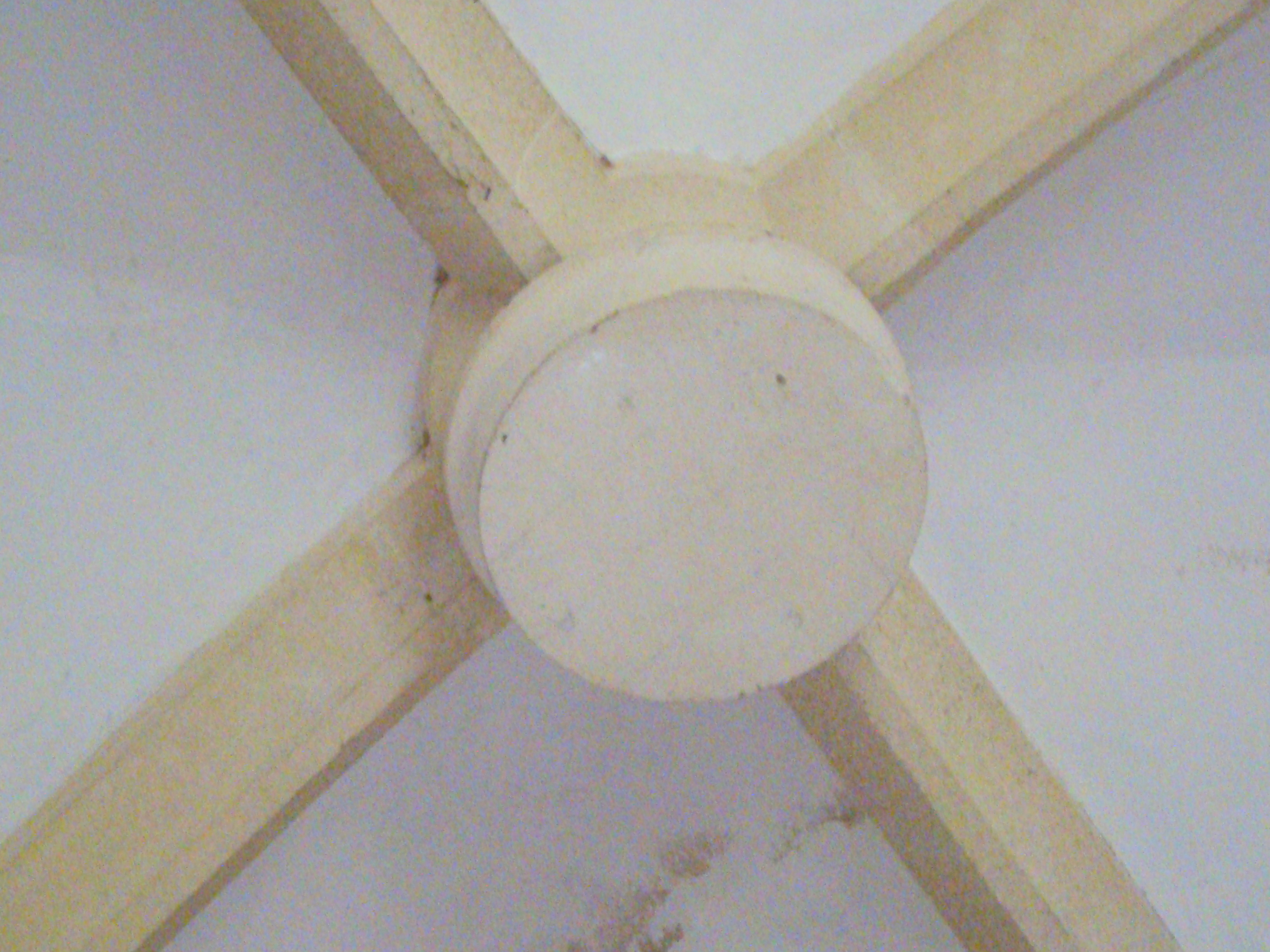
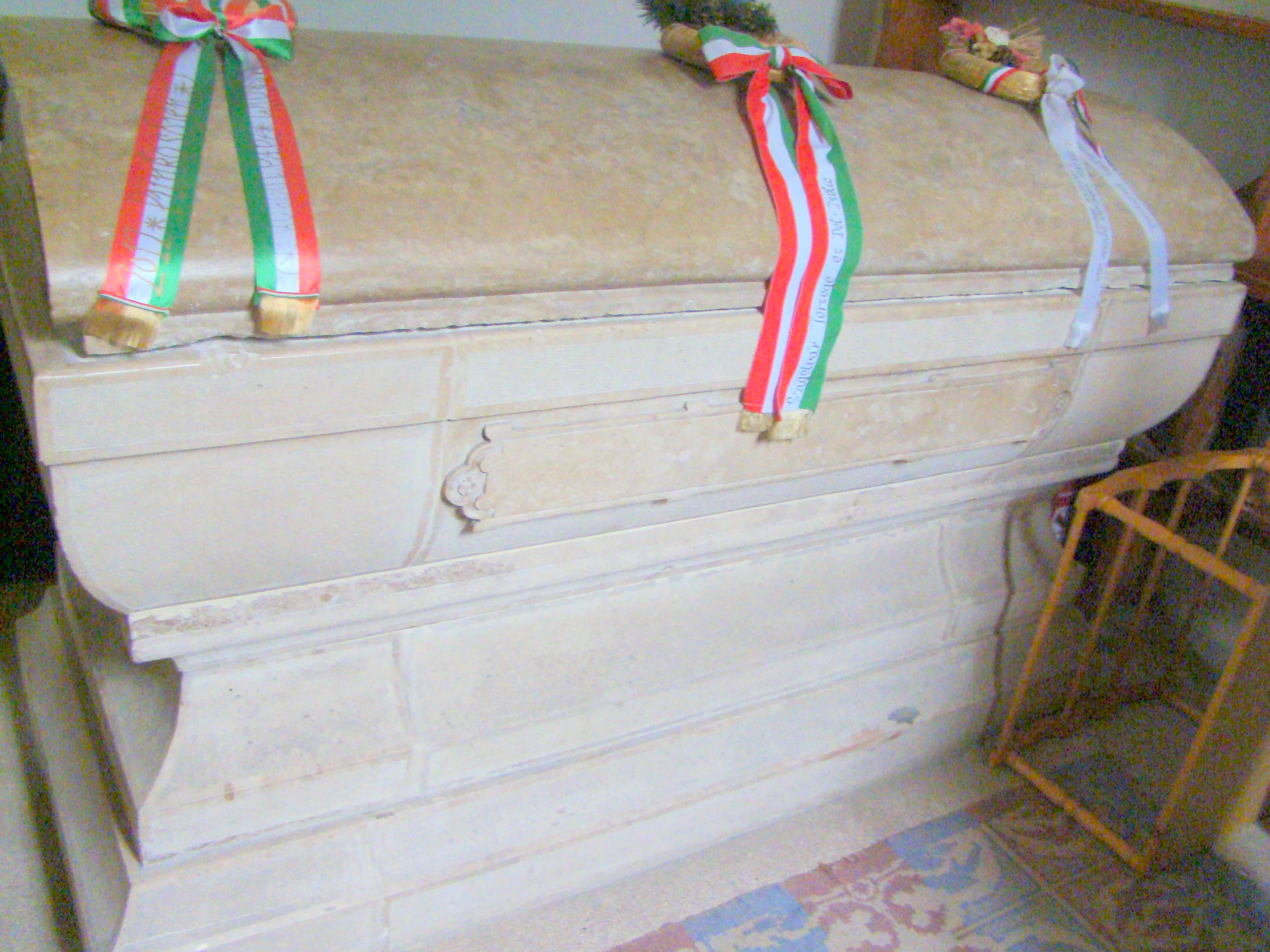
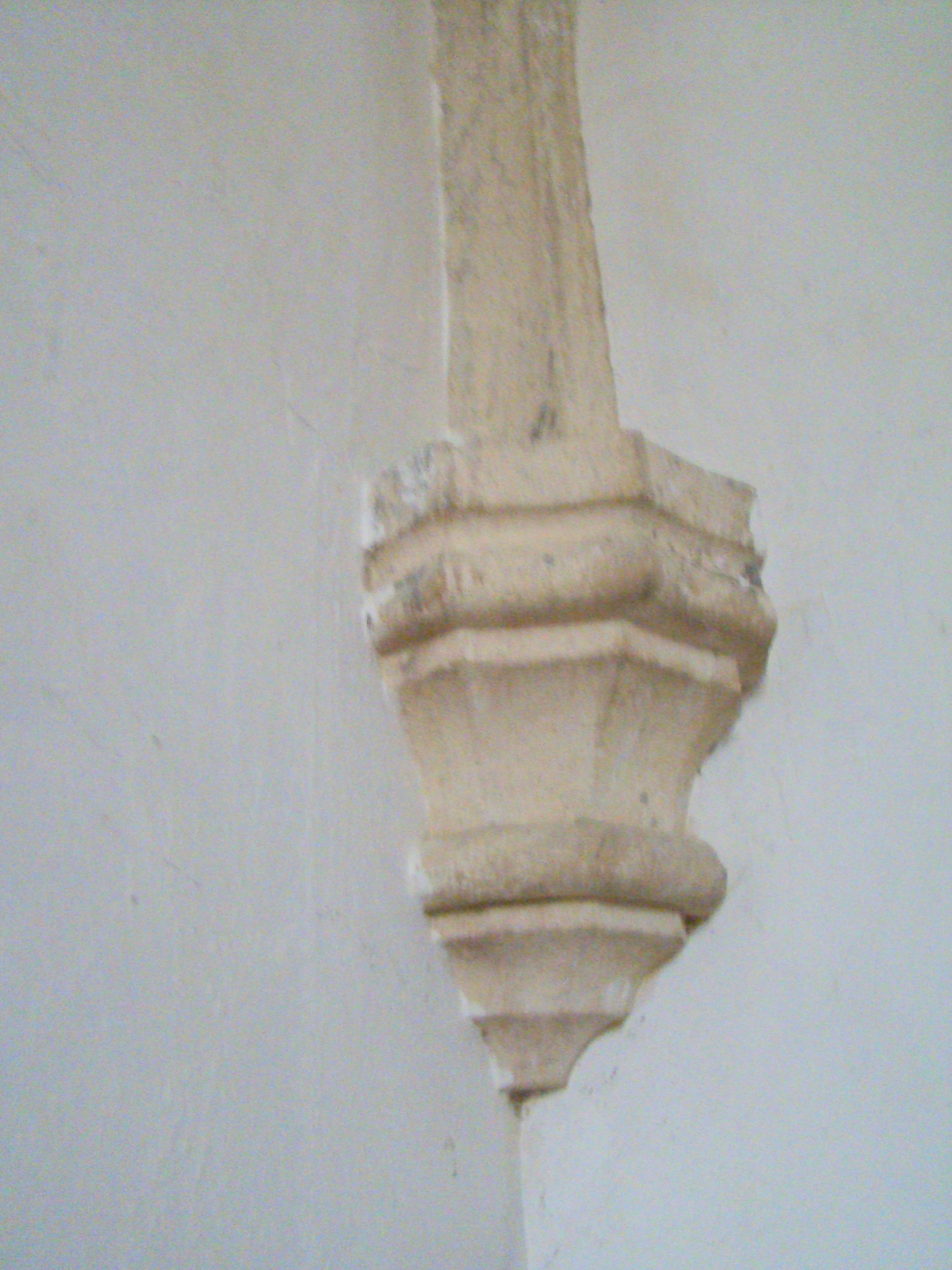
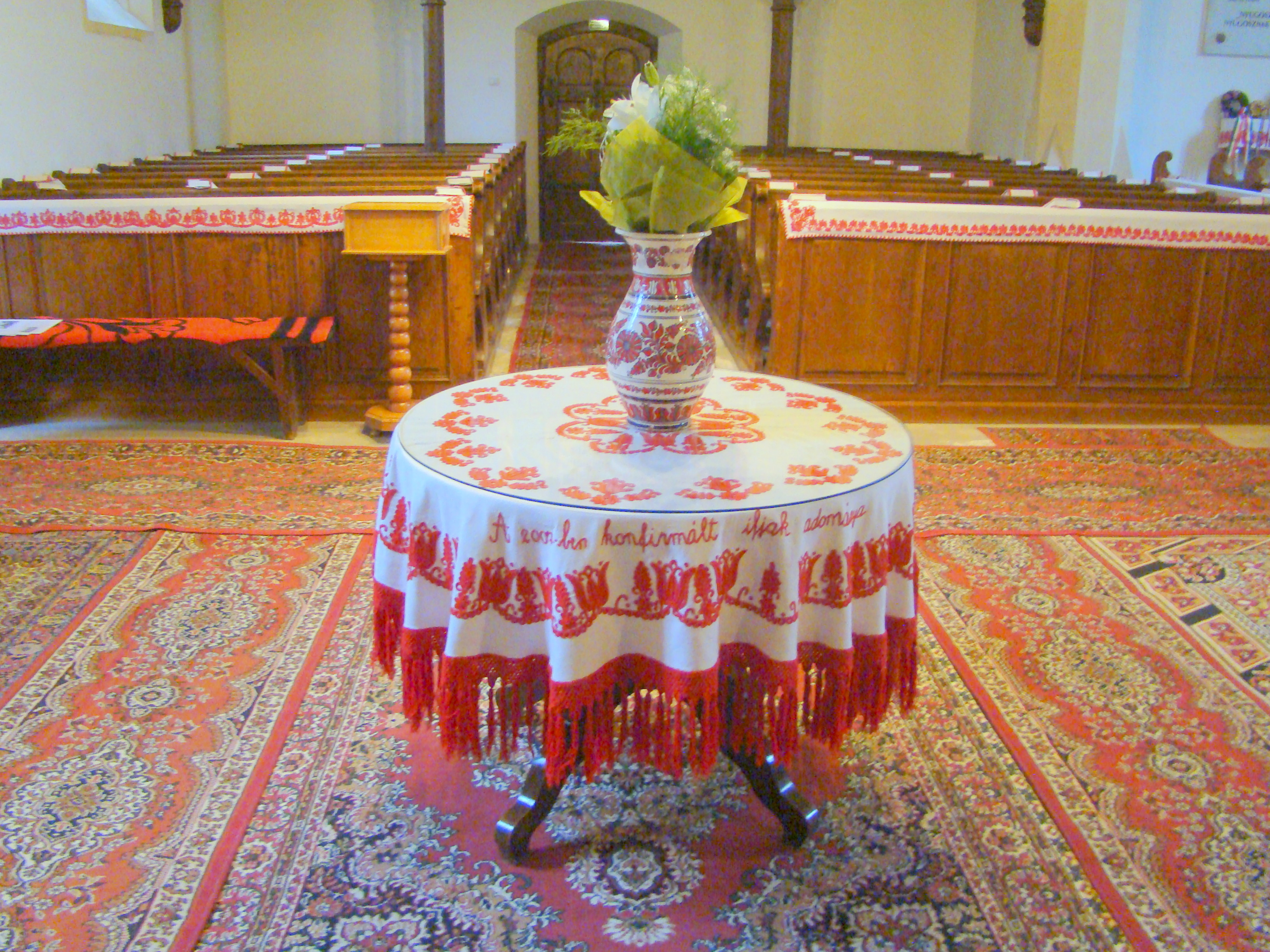
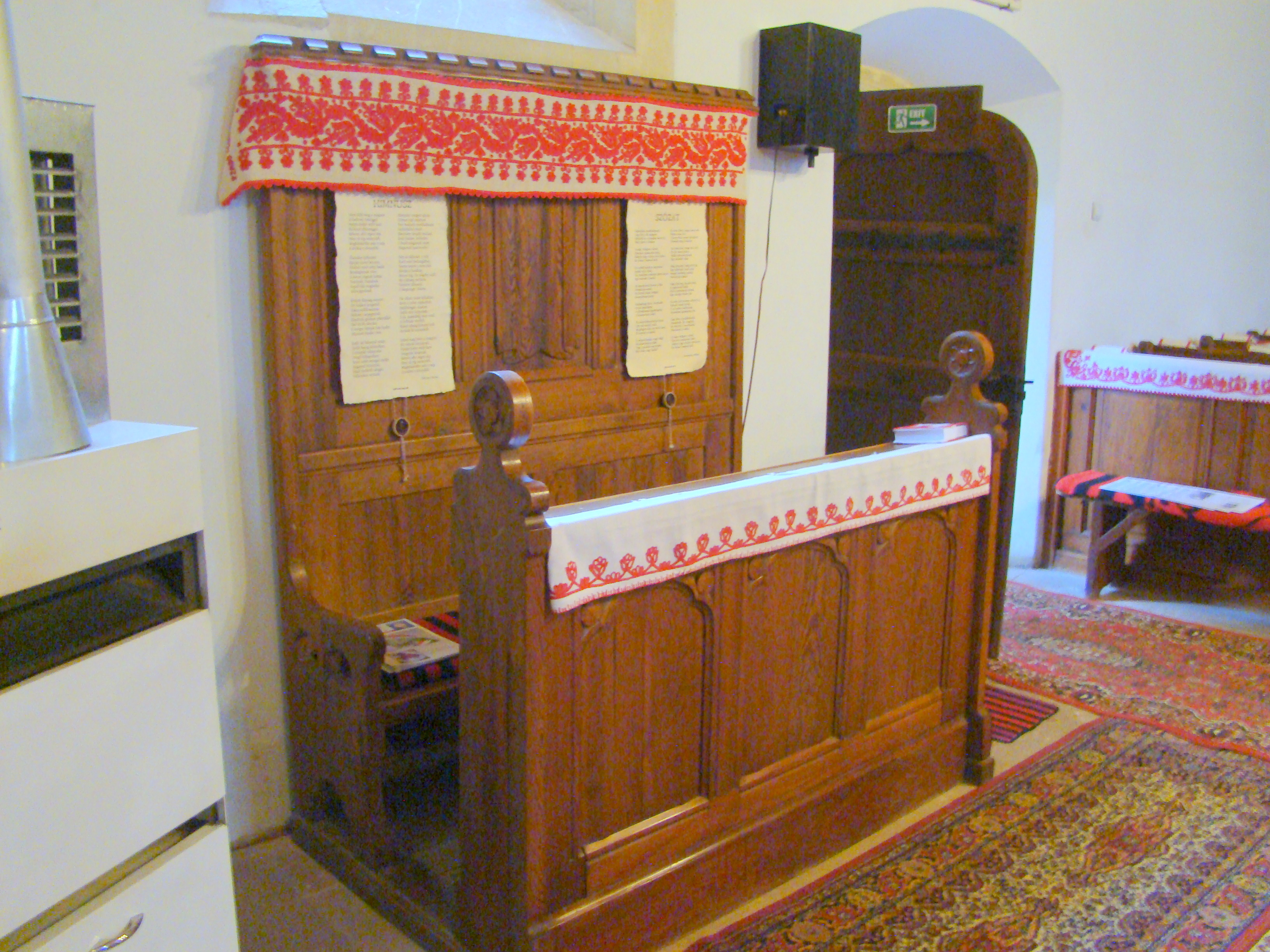
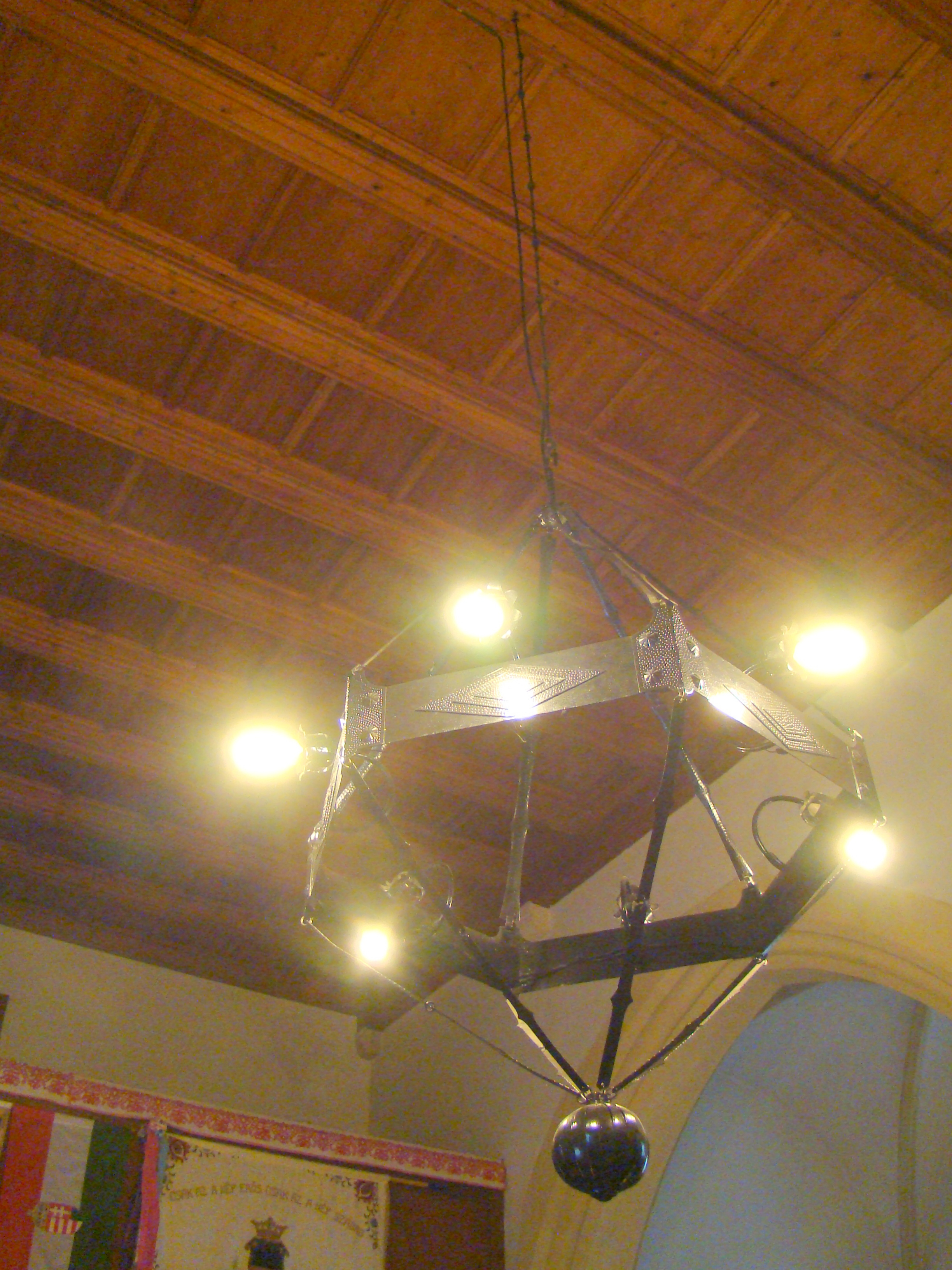
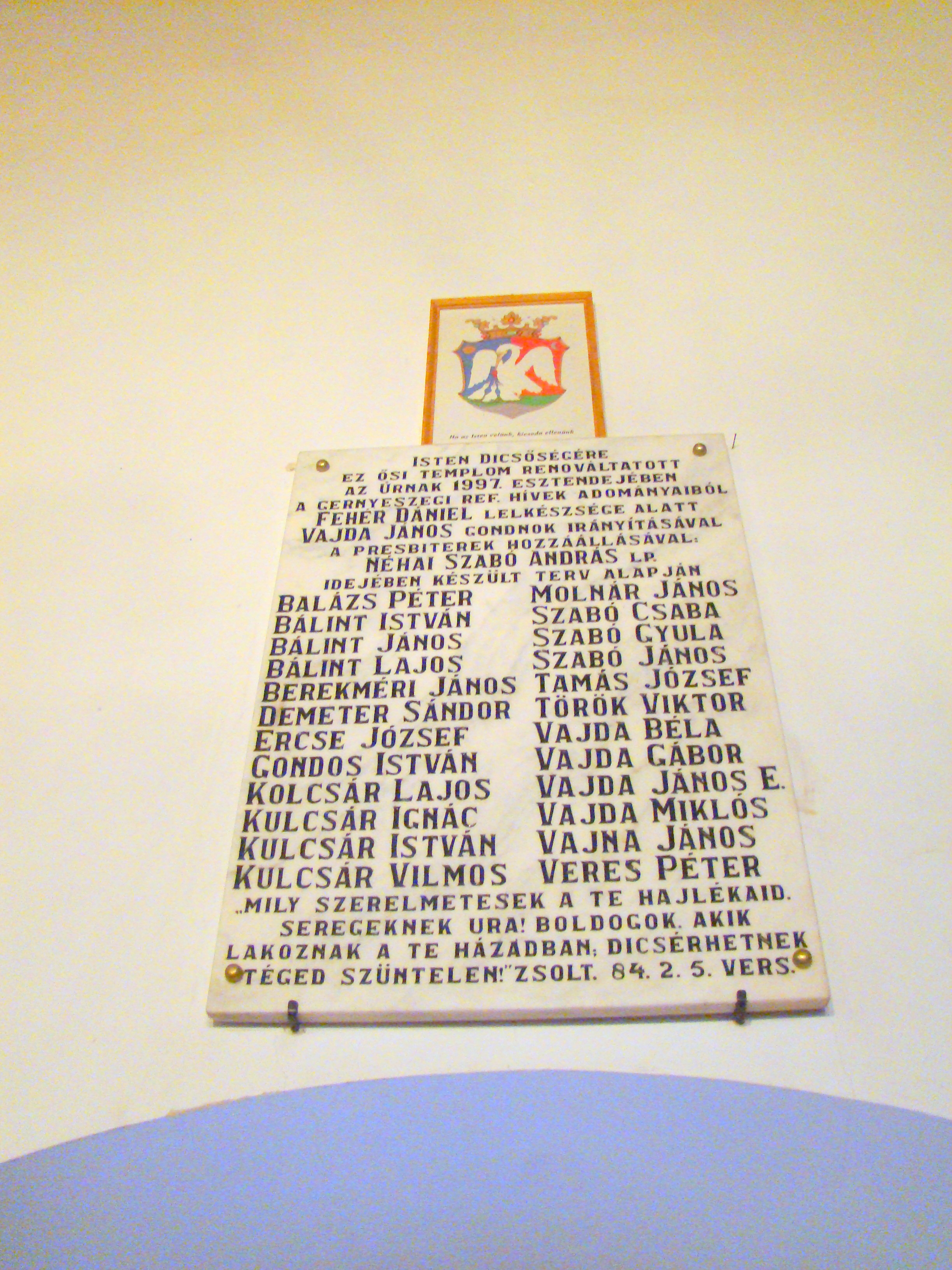
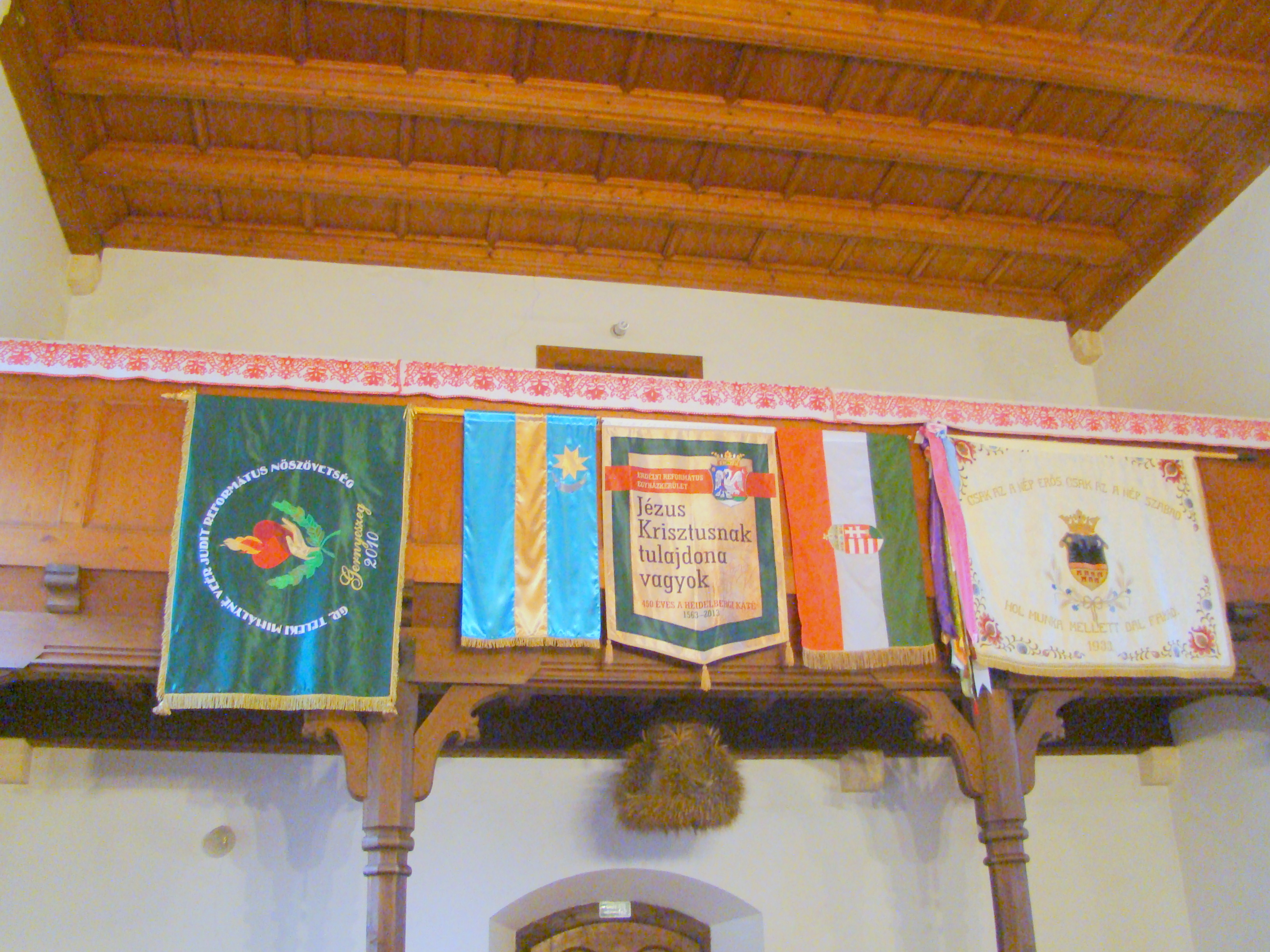
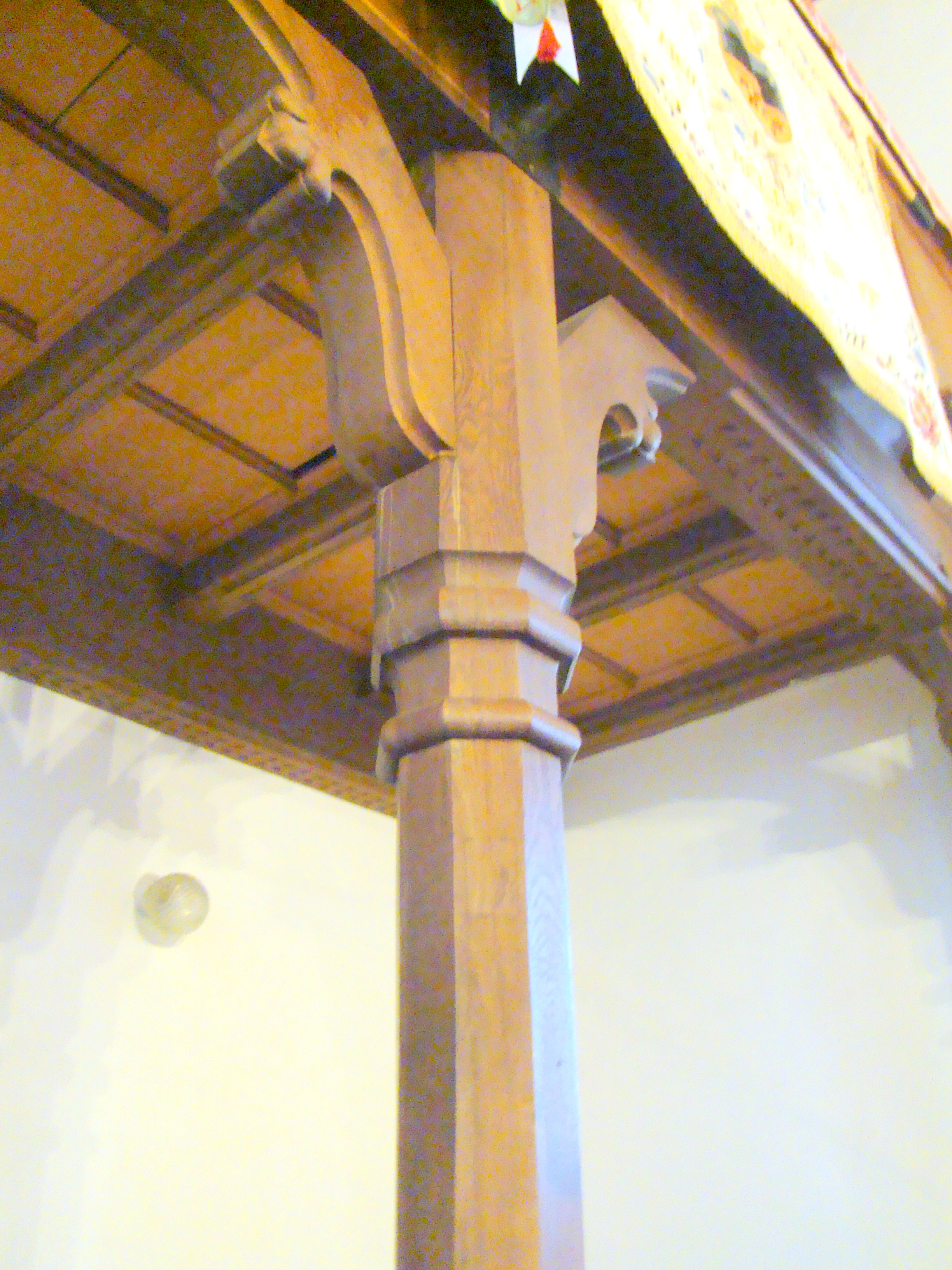
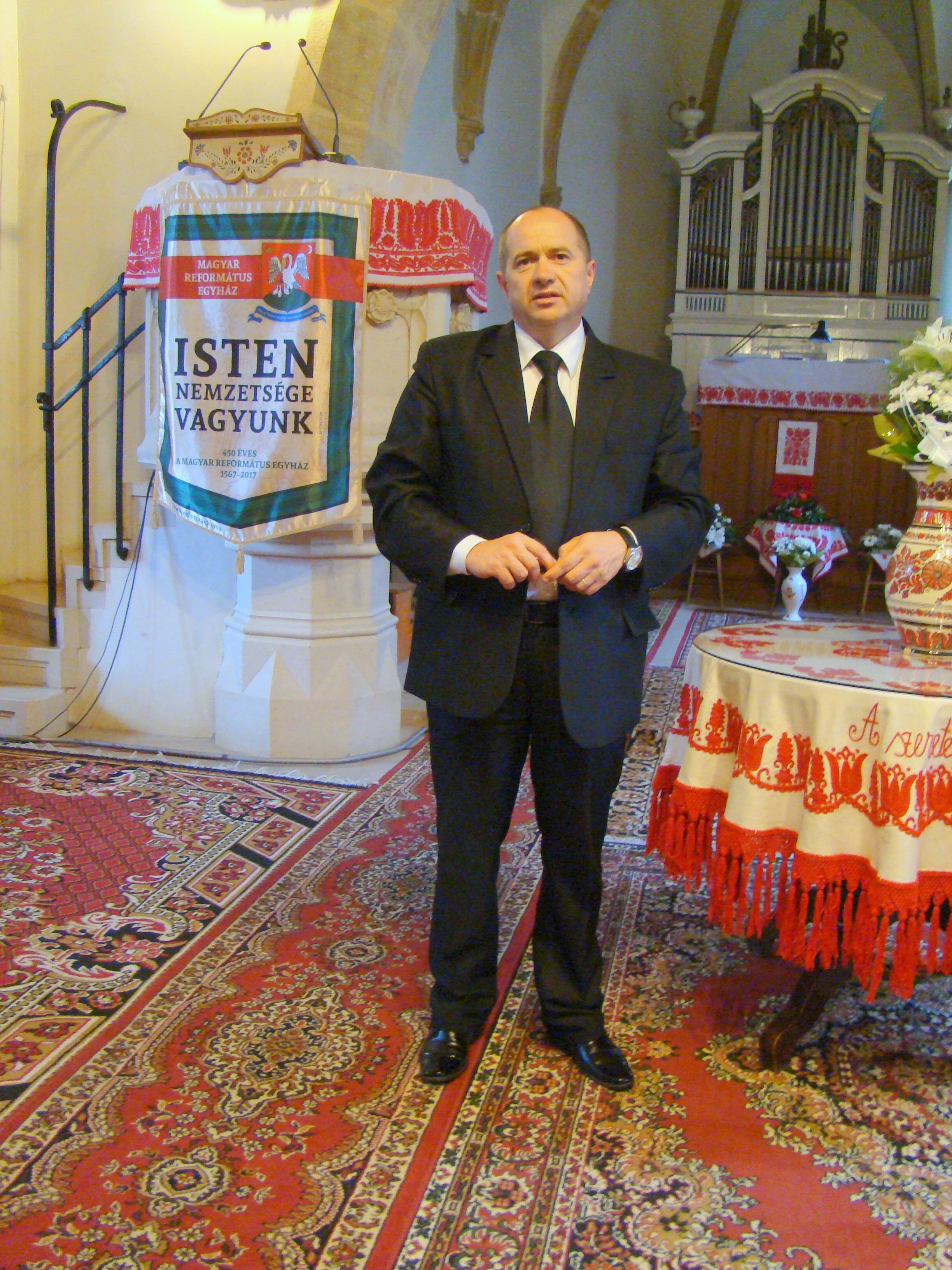
Pastorul bisericii reformate din satul Gornești; comuna Gornești: Veress Róbert Gyula
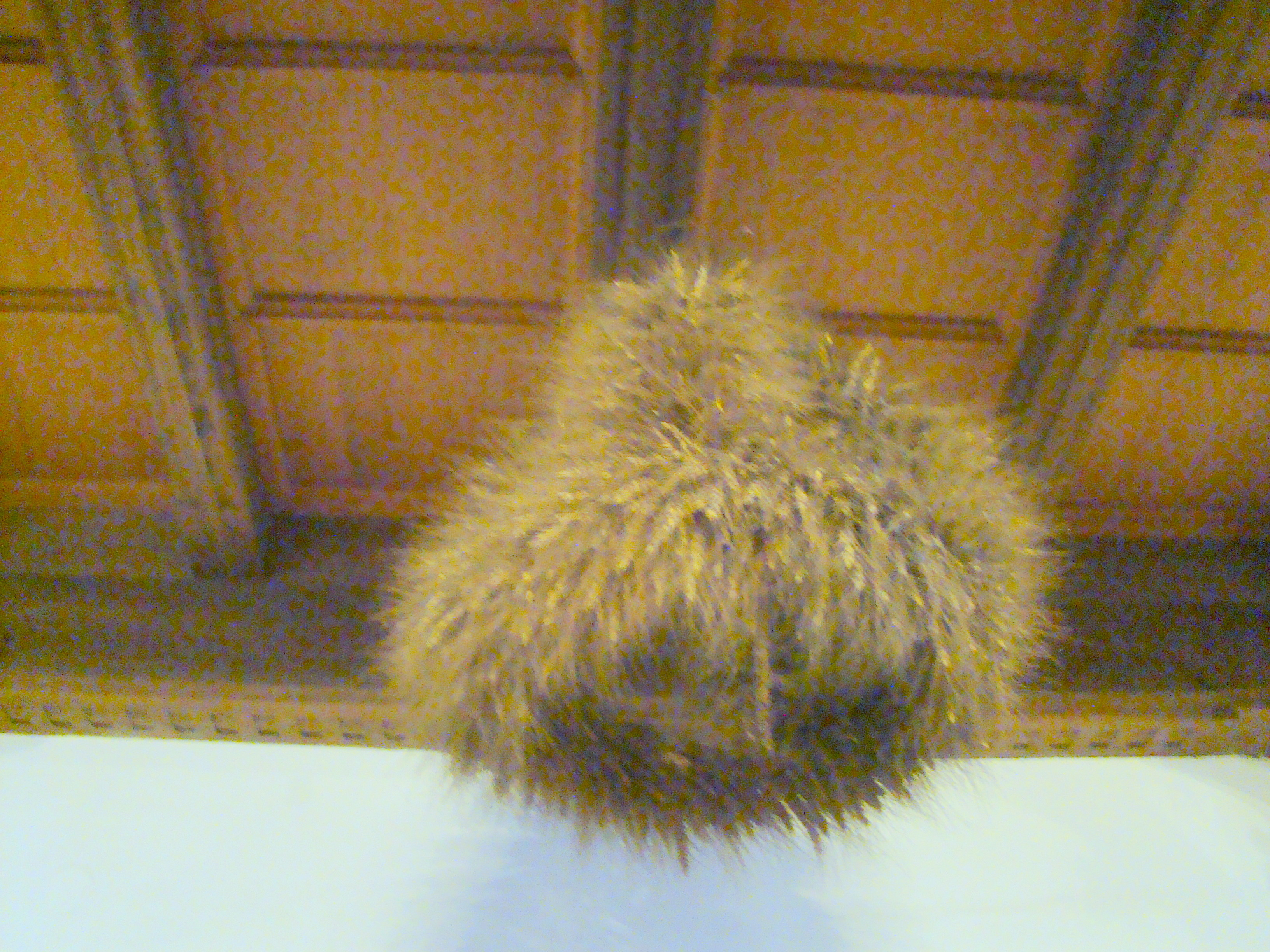
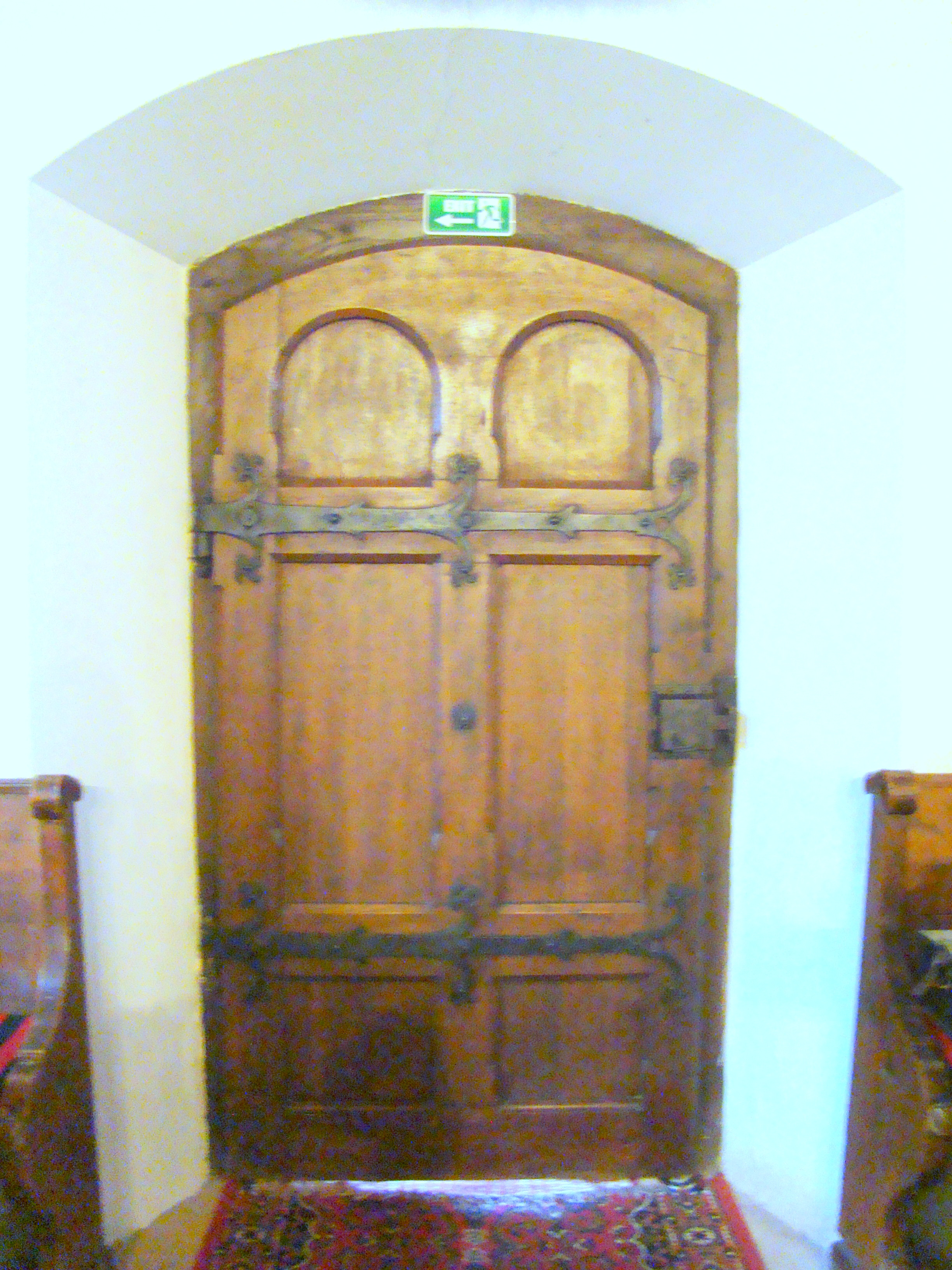
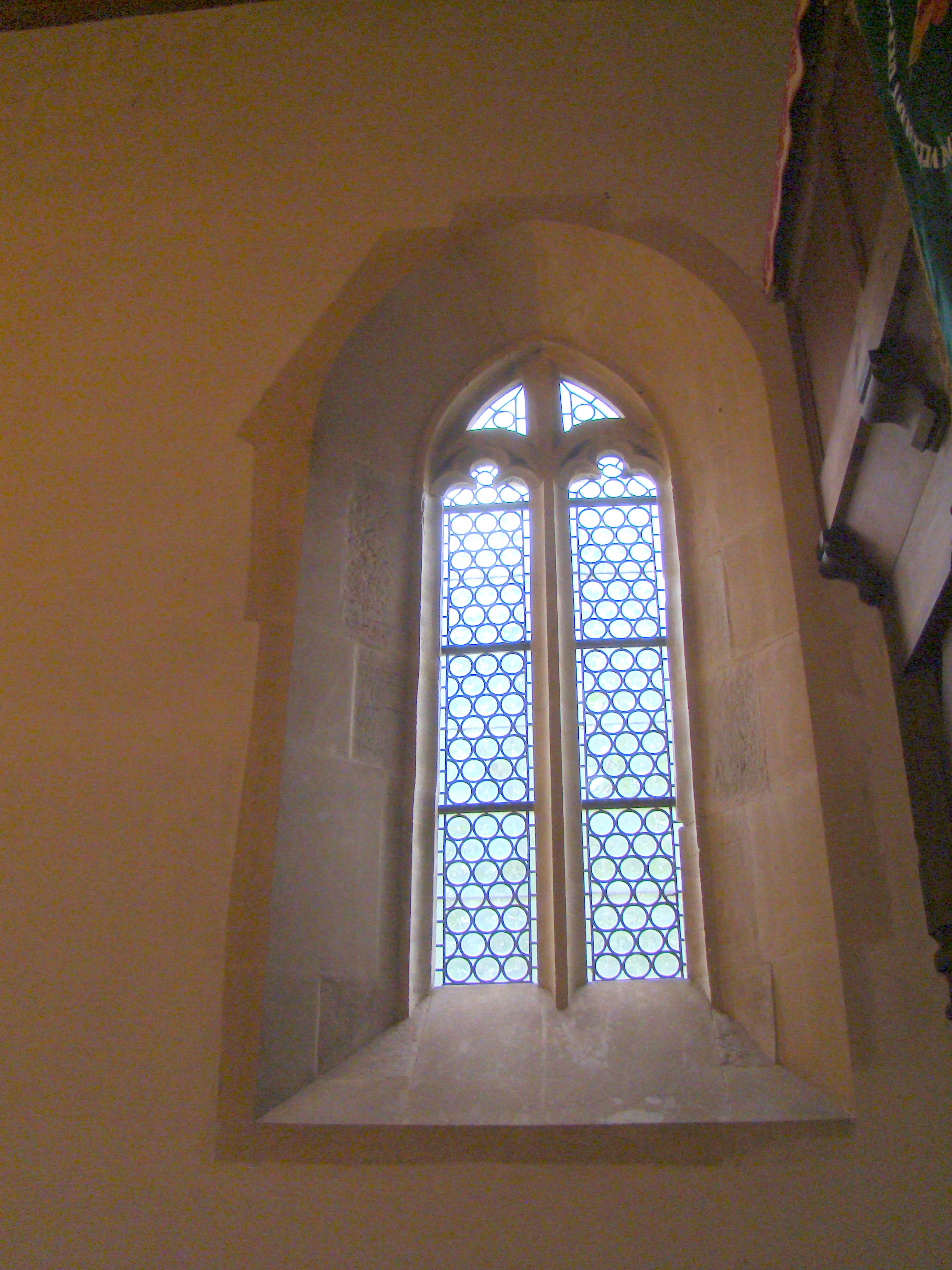